# Automóvil monoplaza

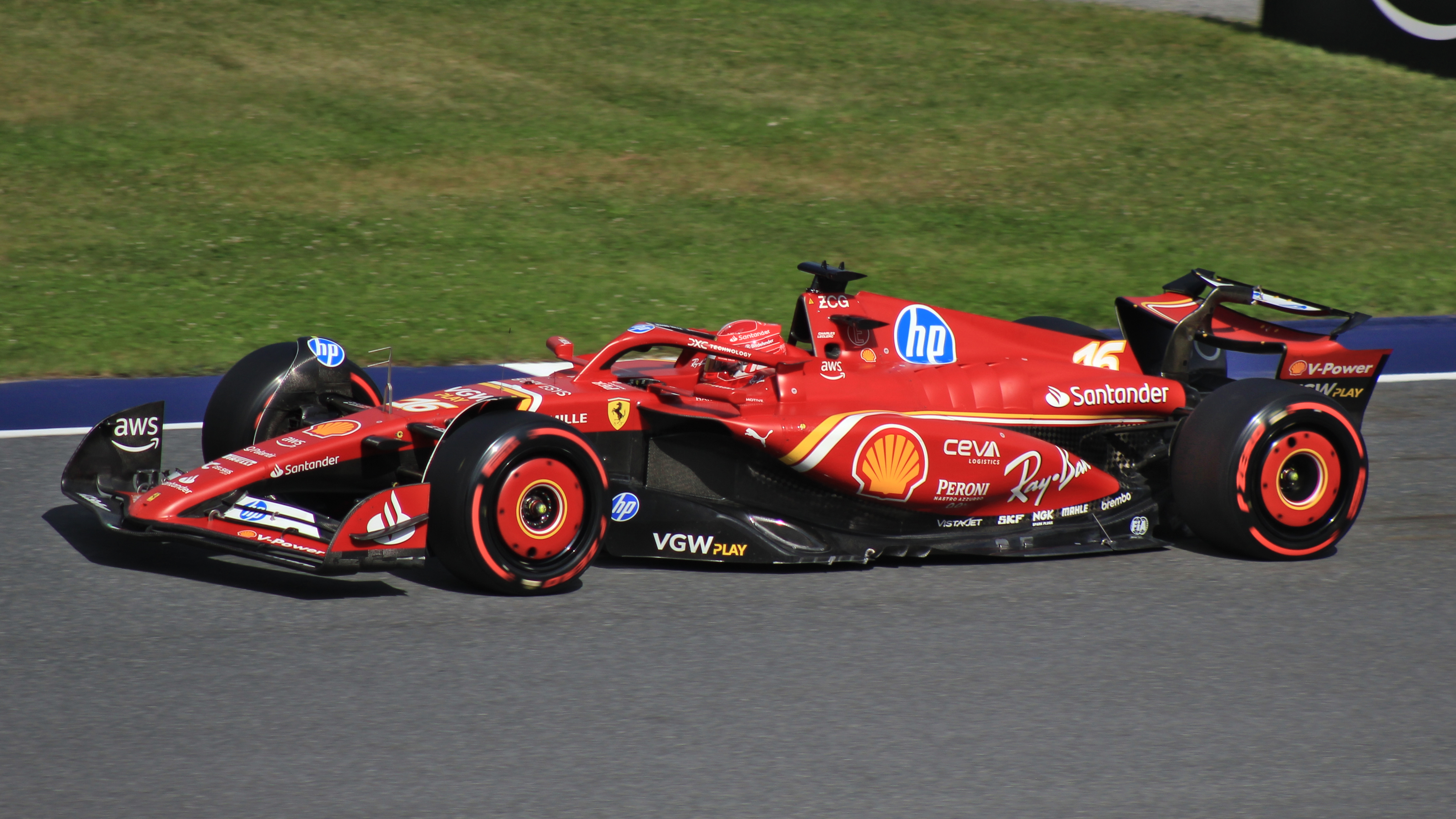
Monoplaza de Fórmula 1 (Ferrari SF-24) pilotado por Charles Leclerc (2024).

Un automóvil monoplaza es un automóvil que dispone de un solo asiento, y cuando se trata de un vehículo de competición, por lo general tiene las ruedas situadas fuera de la carrocería principal del automóvil (por lo que también es conocido como automóvil de ruedas descubiertas). La posición de sus ruedas los diferencian en la gran mayoría de los casos de los turismos, de los deportivos de competición y de los coches de serie preparados, que tienen sus ruedas situadas debajo de la carrocería o dentro de guardabarros.
Se fabrican tanto para el automovilismo de velocidad como para los típicos circuitos ovales estadounidenses. Los modelos de ruedas descubiertas aptos para circular por la calle, como el Ariel Atom, son muy raros, ya que a menudo no son prácticos para el uso diario.

## Historia

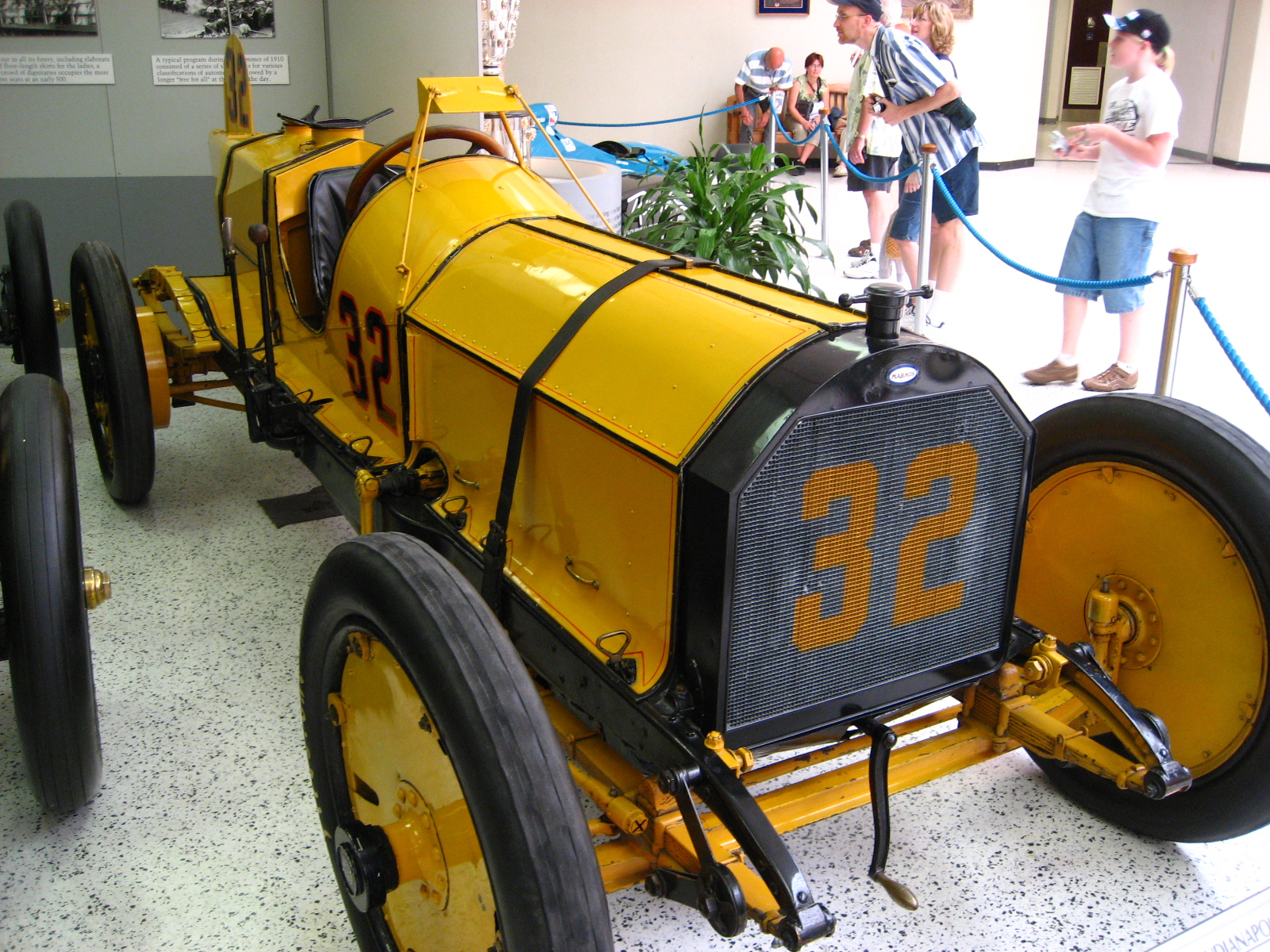
Marmon Wasp de 1911

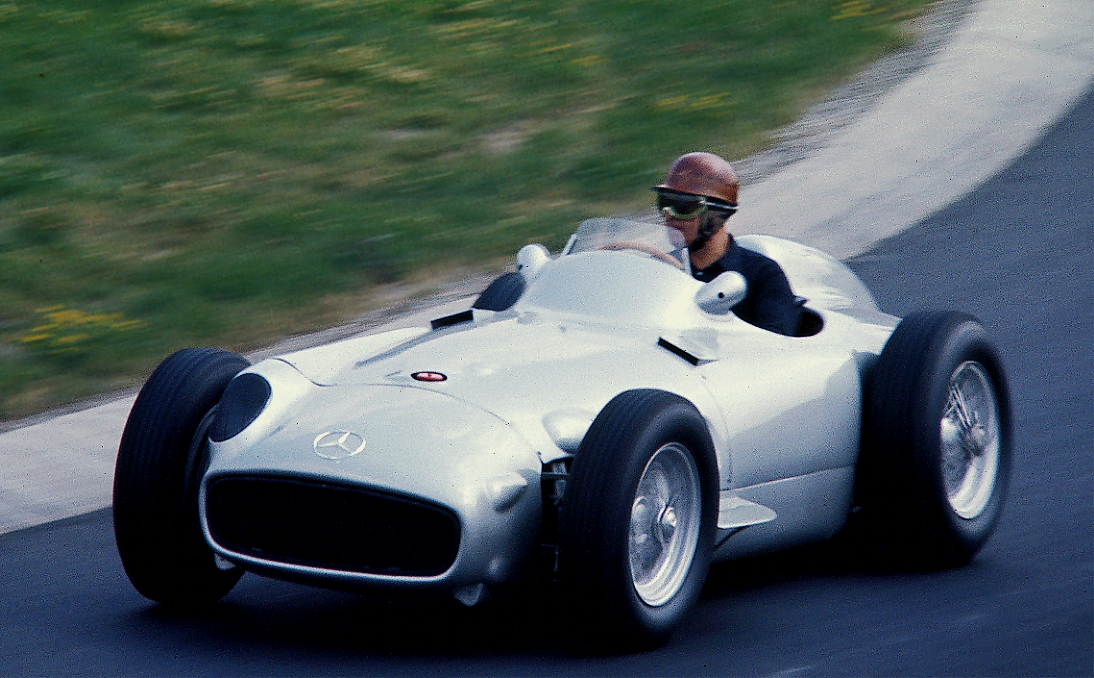
Mercedes-Benz W 196, vehículo del campeón del mundo en la Fórmula 1 de los años 1954 y 1955

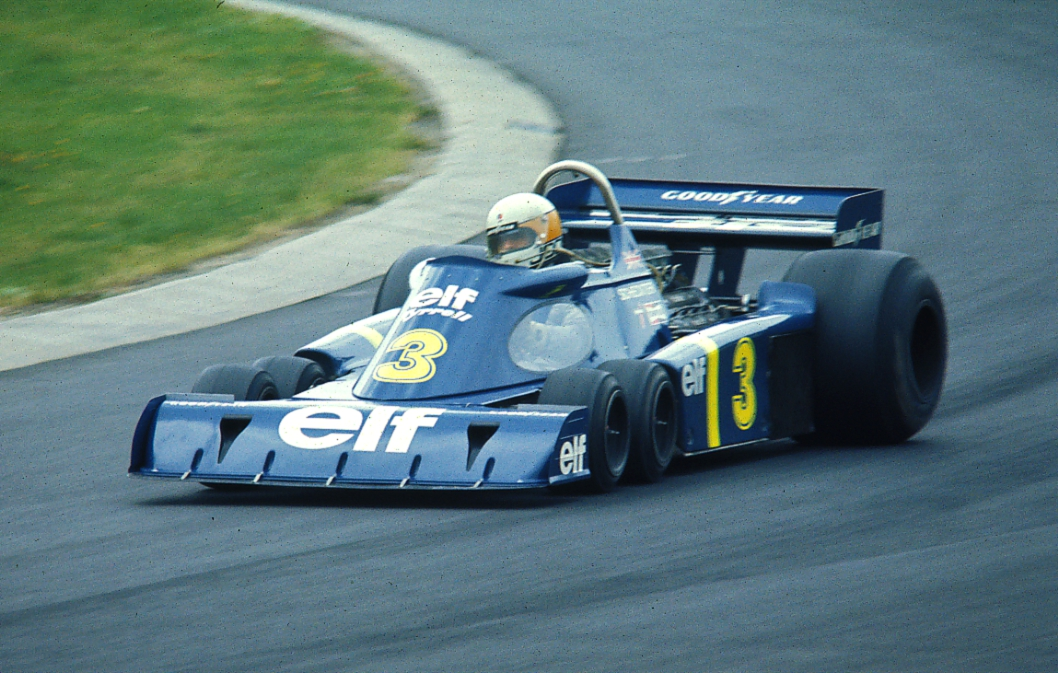
Monoposto Tyrrell P34 (1976)

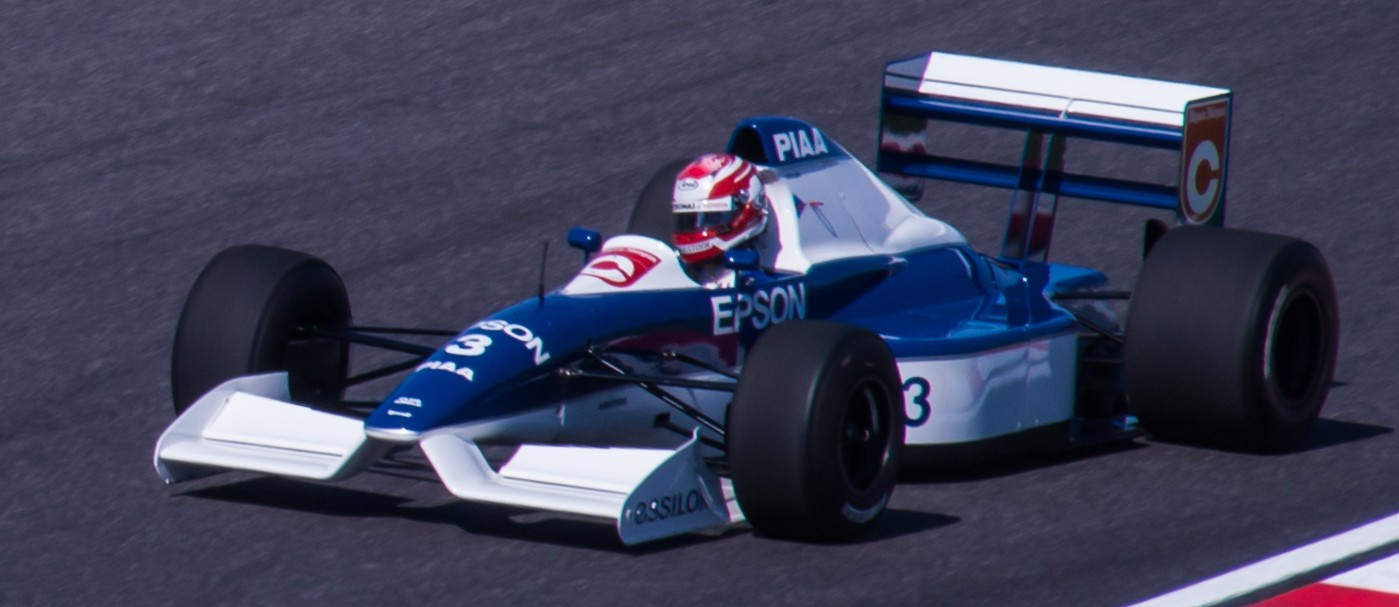
Tyrrell 019 (1990)

El piloto y constructor estadounidense de coches de carreras Ray Harroun fue uno de los pioneros en idear un automóvil de competición ligero, monoplaza y de ruedas descubiertas (concepto descrito con la palabra italiana "monoposto"). Después de trabajar como mecánico en la industria automotriz, Harroun comenzó a competir en las carreras profesionales en 1906, ganando los Campeonatos de monoplazas de Estados Unidos en 1910. Luego fue contratado por la Marmon Motor Car Company como ingeniero jefe, encargado de construir un coche de carreras destinado a competir en las primeras 500 Millas de Indianápolis, que consiguió ganar. Desarrolló un diseño revolucionario que se convertiría en el origen de los monoplazas modernos. Harroun también ha sido considerado por algunos autores como el primero en usar un espejo retrovisor, instalado en el automóvil con el que ganó las 500 Millas de Indianápolis en 1911, aunque él mismo afirmó que tuvo la idea al ver un espejo usado para un propósito similar en un coche de caballos en 1904.

## Evolución técnica

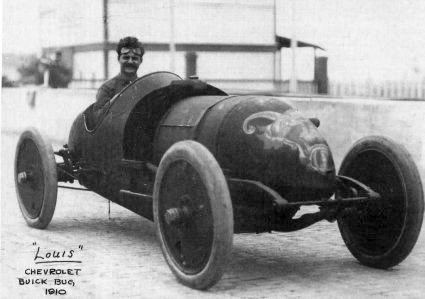
Louis Chevrolet en un Buick Bug de 1910

Los primeros automóviles de este tipo aparecieron en Estados Unidos en los primeros años del siglo XX. En un principio, los coches de competición no eran monoplazas, puesto que junto con el piloto participaba en la carrera un mecánico, ya que las distancias a recorrer eran largas y las averías de los coches frecuentes. Gradualmente, las carreras se trasladaron a autódromos relativamente cortos y aumentó la fiabilidad de los coches, después de lo cual los mecánicos se trasladaron al borde de la pista y luego a un área de servicio preparada al efecto. Las carreras de monoplazas comenzaron a ser pruebas especiales, gestionadas por la Asociación Estadounidense del Automóvil. Así nacieron los campeonatos de monoplazas de Estados Unidos, cuyos requisitos técnicos comenzaron a especificarse en documentos especiales llamados "fórmulas".
En Europa, las carreras de monoplazas comenzaron a tener lugar en la década de 1920. Los nuevos coches recibieron el nombre de "monopostos" y empezaron a participar en las prestigiosas carreras de Grand Prix. Desde 1930, los resultados de algunos Grandes Premios comenzaron a ser registrados por la AIACR en una clasificación separada, organizando el Campeonato Europeo de Pilotos, y en 1946 se creó la Federación Internacional del Automóvil, que definió las principales clases de monoplazas: Fórmula 1, Fórmula 2 y Fórmula 3. En 1950, se organizó la Fórmula 1, que se disputó anualmente con vehículos según su propio reglamento (excepto en 1952-53, cuando excepcionalmente se utilizaron bólidos de F2 debido a cambios radicales en las normas).

### Chasis

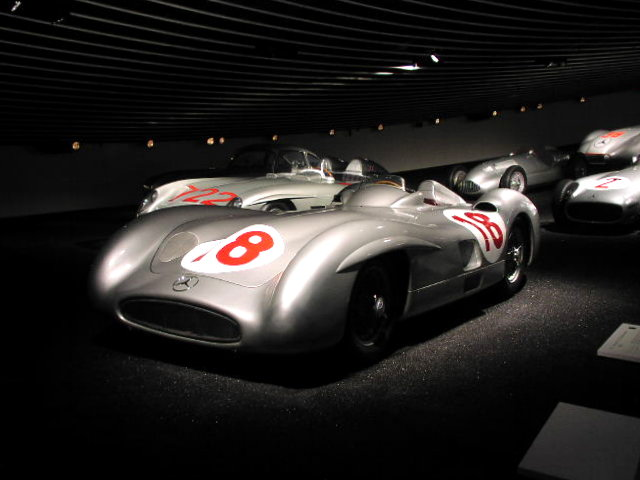
Mercedes-Benz W196, uno de los pocos monoplazas con ruedas cubiertas, debido a una laguna en la normativa

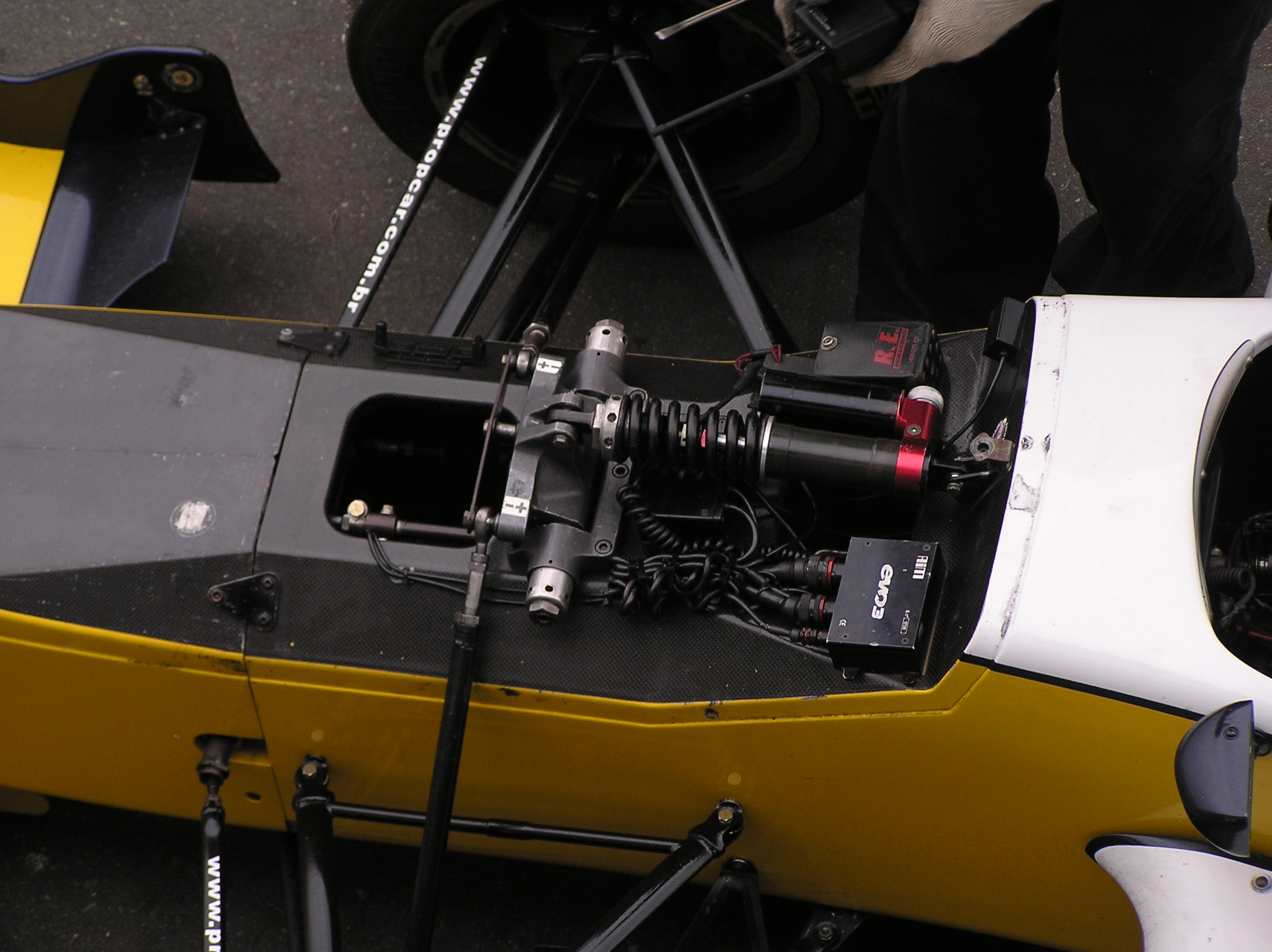
Suspensión delantera de un Fórmula Renault 2.0

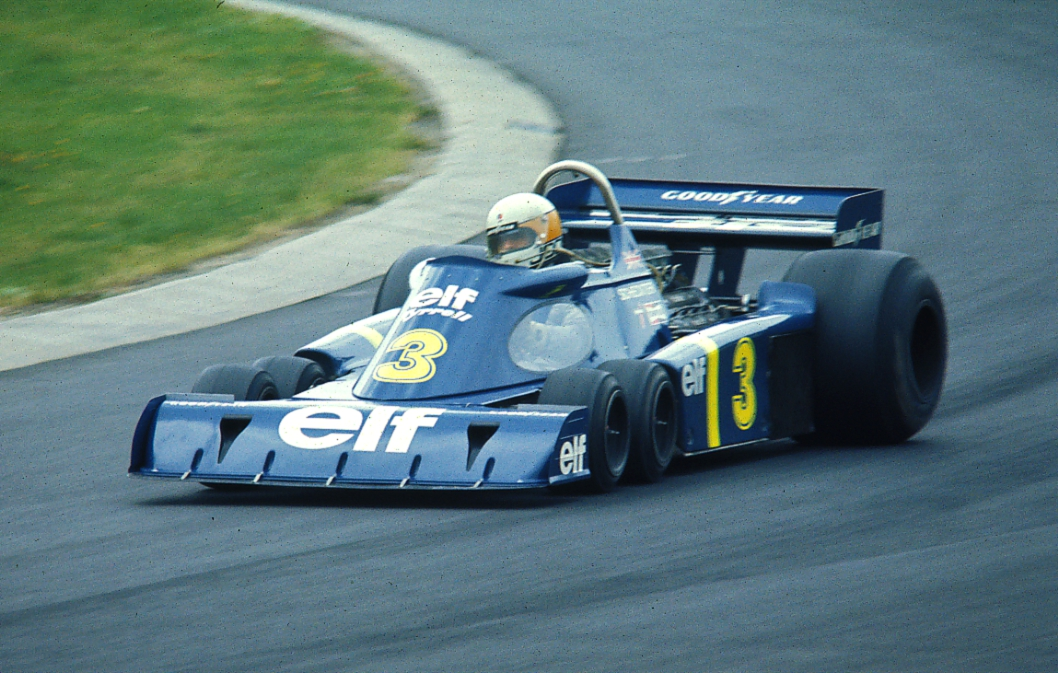
Tyrrell P34 de seis ruedas

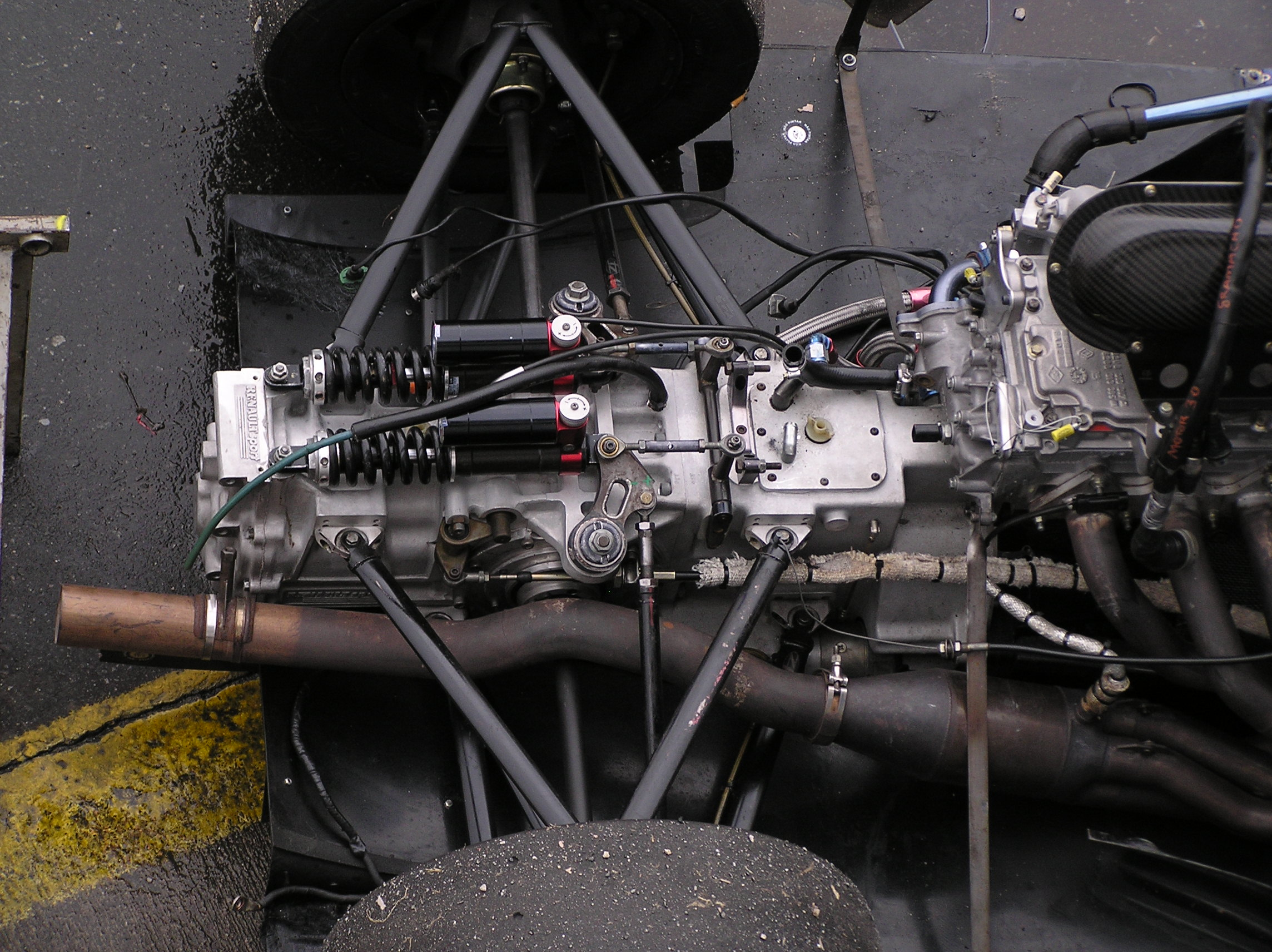
Suspensión trasera de un Fórmula Renault 2.0

Como sugiere la denominación de "ruedas descubiertas", las ruedas de los monoplazas de competición deben estar situadas por fuera de la carrocería. Sin embargo, ha habido excepciones: en 1954, el equipo Mercedes de F1, aprovechando unas lagunas en las regulaciones, inscribió coches con ruedas cubiertas mediante una carrocería ligera en algunas carreras, principalmente de alta velocidad. Esto provocó que se revisaran las normas de la F1 para excluir tales casos.
Las suspensiones también se sitúan fuera de la carrocería, compuestas por horquillas dobles vinculadas con un barra de empuje o de tracción.
El número de ruedas, por regla general, no supera las 4, aunque ha habido casos de coches con 6 ruedas. El primero apareció en 1948, en el Campeonato de la AAA, y no sería hasta 1976 cuando el equipo Tyrrell también presentó un automóvil con seis ruedas. Sin embargo, el intento de la escudería Williams de inscribir en 1982 un automóvil de seis ruedas se encontró con una prohibición. Desde entonces, todos los monoplazas no tienen más de cuatro ruedas.
La ubicación de las ruedas fuera de la carrocería hace que sea relativamente fácil organizar el suministro de aire de refrigeración al sistema de frenos (así como la evacuación del aire caliente), lo que contribuye a obtener una mayor eficiencia de los vehículos.

### Motor

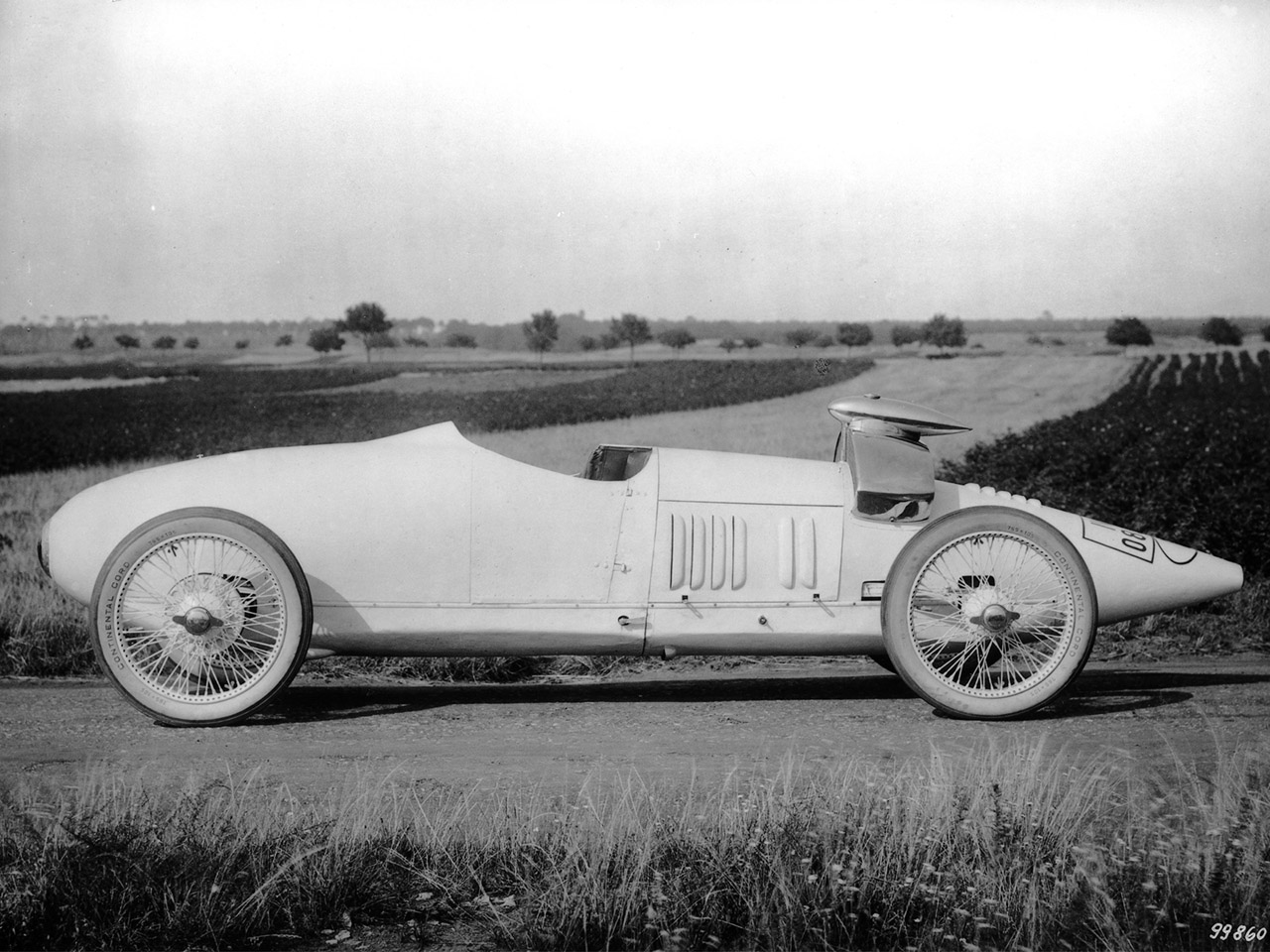
El primer coche de carreras con motor central, el Benz-Tropfenwagen de 1923

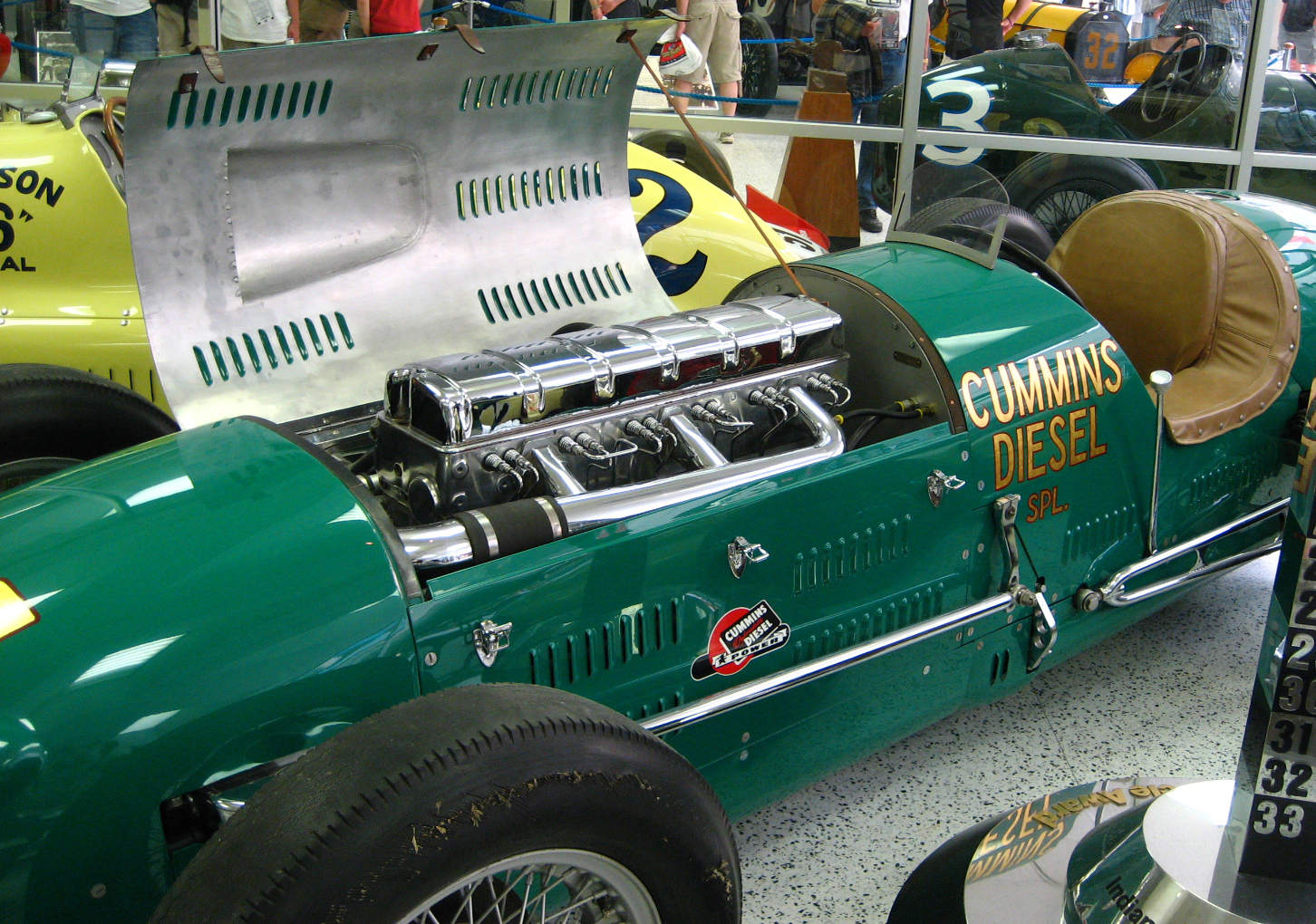
Motor diésel Cummins Inc. en un Indy 500

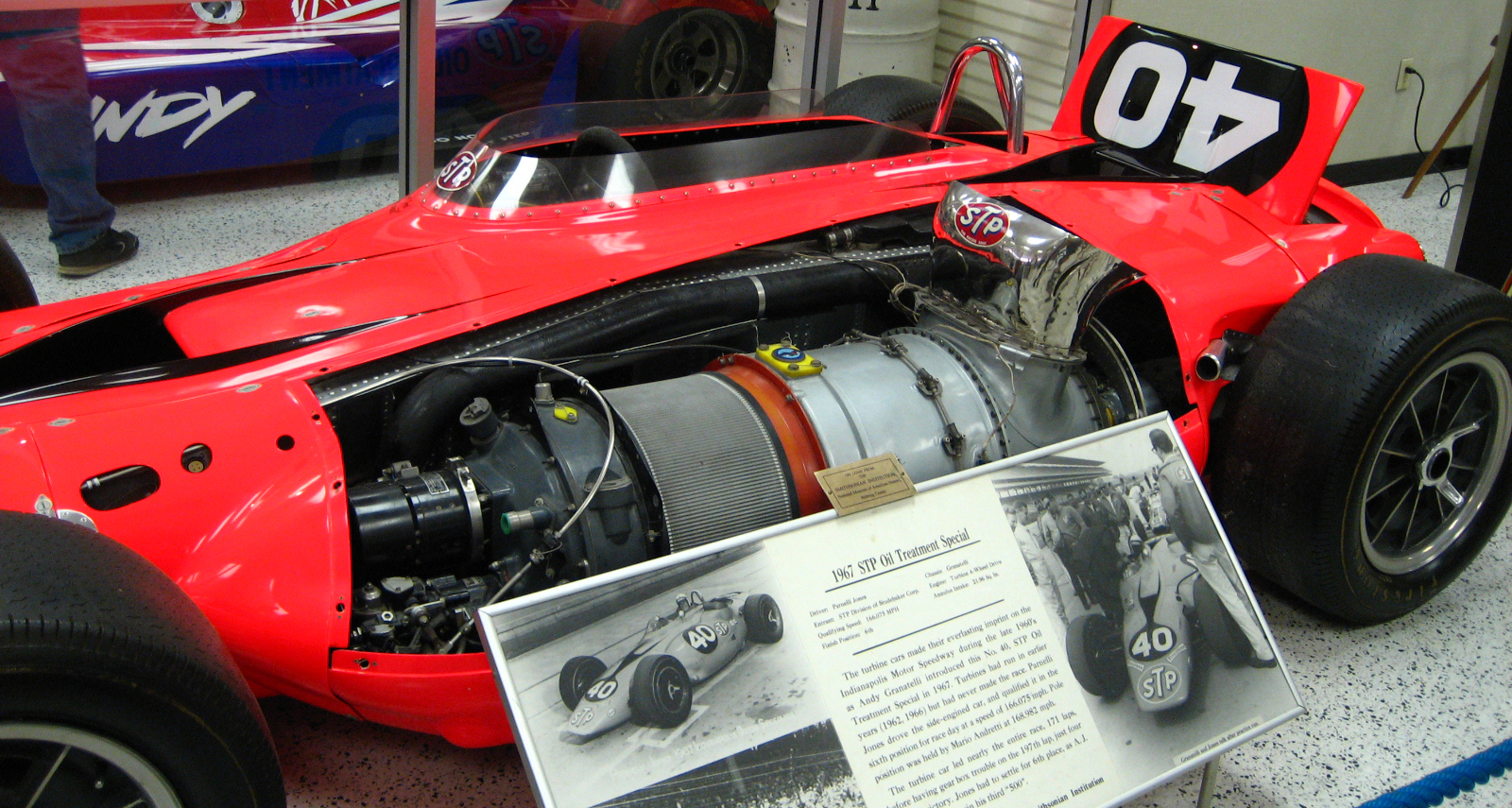
Monoplaza de turbina de gas de Parnelli Jones en la Indy 500 de 1967

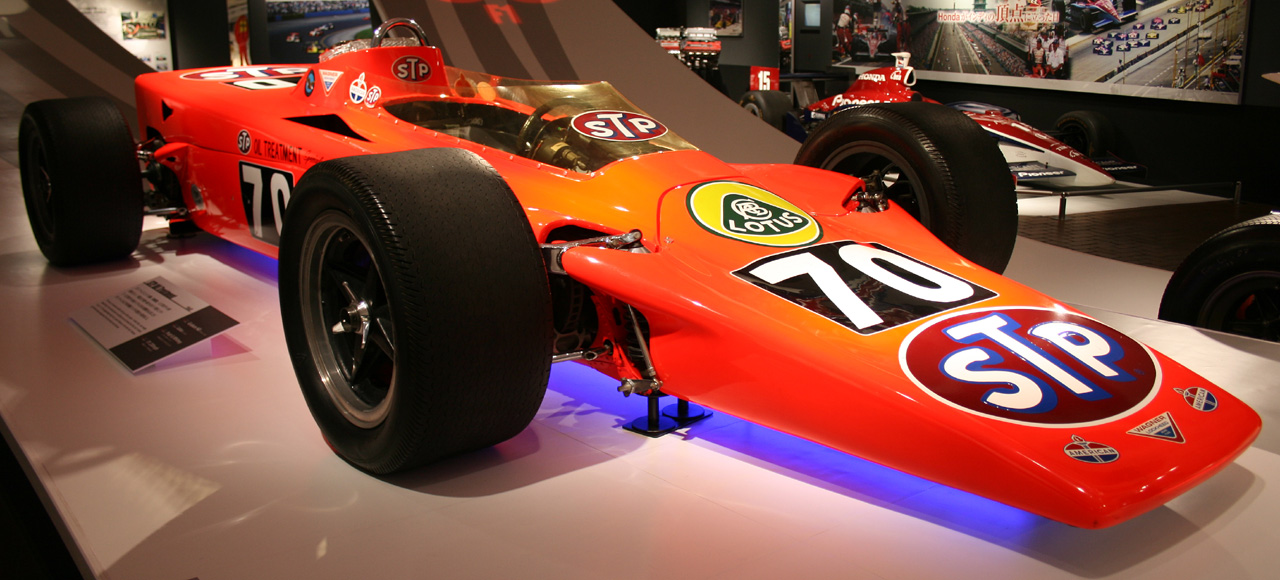
Lotus 56 impulsado por una turbina de gas

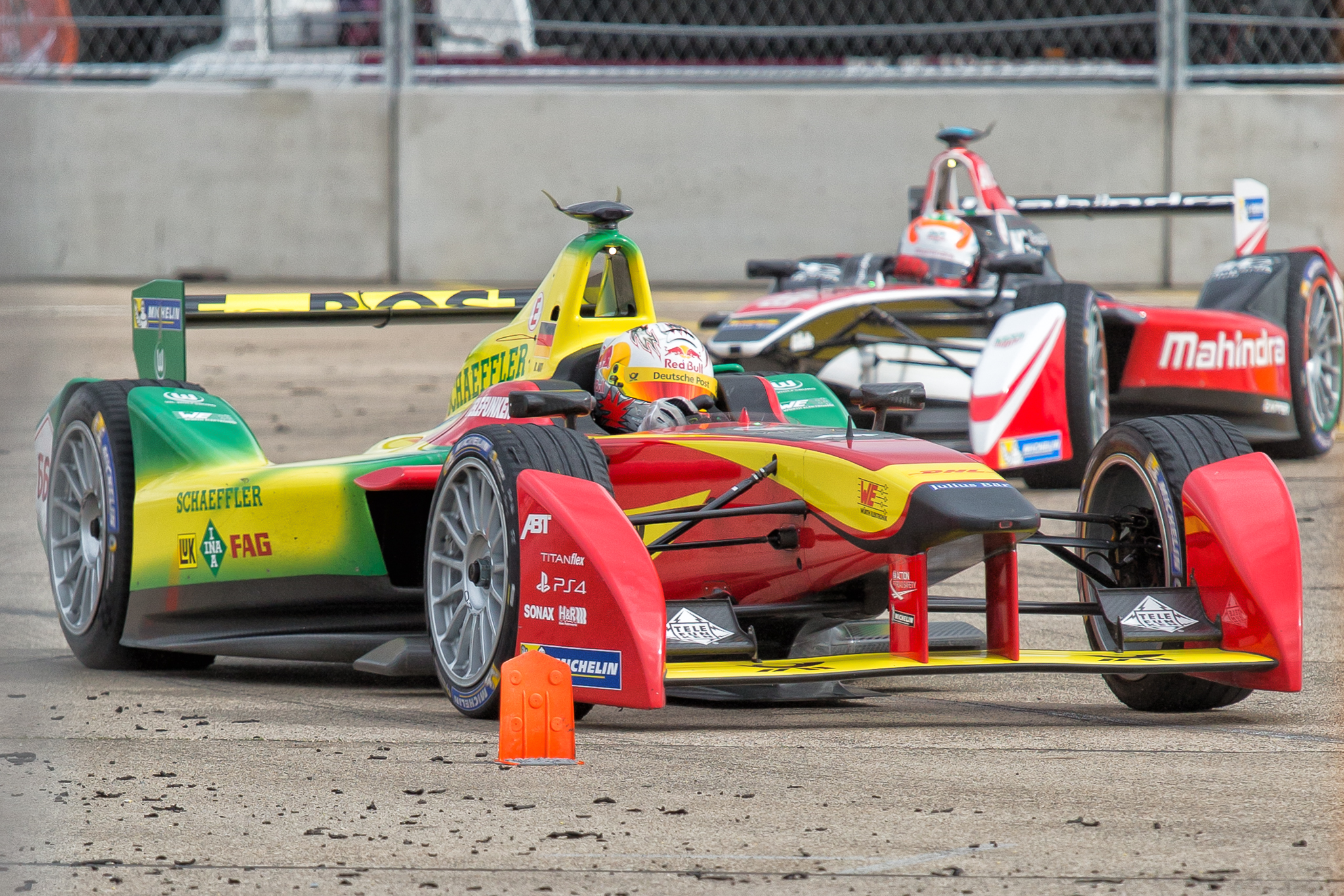
Automóvil eléctrico Audi Sport Abt Sportsline de la Fórmula E

El motor estuvo delante del piloto durante mucho tiempo, accionándose el eje trasero mediante un cardán, que de alguna manera pasaba por debajo del habitáculo. En la década de 1920 Benz & Cie. propuso una disposición diferente del motor, situándolo por detrás de la cabina del conductor. El resultado fue el Benz-Tropfenwagen de 1923, inspirado en el Rumpler Tropfenwagen. Posteriormente, este esquema se desarrolló en los bólidos de Auto Union, donde los diseñadores que anteriormente habían trabajado en la empresa Benz habían adquirido gran protagonismo. Pero la Segunda Guerra Mundial suspendió su evolución, y después del conflicto el innovador diseño no se utilizó durante algún tiempo. Esta configuración se aplicó de nuevo en la década de 1950. De la mano de John Cooper, los monoplazas de motor trasero debutaron en 1961 en los Estados Unidos, y ganaron la carrera de las 500 Millas de Indianápolis en 1965. Desde entonces, el diseño con motor trasero se ha convertido en el estándar para los vehículos de ruedas descubiertas, con la excepción de los sprint cars utilizados para las carreras en pistas de tierra ovales.
Los motores en sí son casi exclusivamente de pistón de ciclo Otto y cuatro tiempos, de aspiración natural o con turbocompresor. En los primeros años de las carreras, los motores eran completamente atmosféricos, alcanzando a veces cilindradas enormes, incluso de entre 20 y 30 litros. Después de la Primera Guerra Mundial, que había visto el desarrollo de la sobrealimentación (impulsada por el propio motor) en los aviones de combate, esta tecnología se trasladó a las pistas de carreras, propiciando una caída significativa en el desplazamiento (y por lo tanto en el peso) de los propulsores, que pasaron a tener de 1.5 a 2 litros en Europa, y unos 3 litros en América del Norte. Durante la Segunda Guerra Mundial, los fabricantes de motores dominaron la producción de turbocompresores (impulsados por los gases de escape), pero no llegaron a las pistas de carreras de inmediato. Los turbocompresores entraban en acción con un cierto retardo, vinculado al cambio de régimen de giro del motor, lo que dificultaba su control y reducía su fiabilidad. En consecuencia, los motores de aspiración natural volvieron a ser ampliamente utilizados. Sin embargo, los fabricantes de motores hicieron frente al retardo del turbo, primero en los EE.UU., donde las carreras en los óvalos no imponían grandes exigencias de cambio de ritmo al motor, y luego en Europa: desde 1977, el equipo Renault comenzó a usar activamente turbocompresores, que inicialmente no eran muy fiables. Pero luego los motores turbo de Renault, Ferrari y BMW impusieron un prolongado dominio que sentó las bases del denominado "turbo air" en la Fórmula 1, que duró hasta finales de la década, cuando se prohibió el turbocompresor como parte de un intento por mejorar la seguridad y reducir el costo de participación de los equipos. En América del Norte, el CART usó motores turbo hasta el final de su existencia en 2008. A principios del siglo XXI, los avances en la tecnología y el aumento de los precios del petróleo llevaron a una mayor demanda de motores turboalimentados, que eran más baratos y más eficientes en combustible que los modelos anteriores.
En el campeonato americano, se llevaron a cabo experimentos con motores diésel (las carreras largas en óvalos favorecen a los diésel con su rango operativo estrecho y su menor consumo específico de combustible), y Fred Agabashian incluso llegó a lograr la pole en las 500 Millas de Indianápolis de 1952 con uno de estos motores. También en América y Europa ha habido intentos de utilizar turbinas de gas. Al mismo tiempo, si la turbina mostró todas sus cualidades positivas en los óvalos estadounidenses (el automóvil de turbina casi ganó la Indy 500 de 1967, después de lo cual se prohibieron los motores de turbina), en las carreras europeas, con frecuentes aceleraciones y desaceleraciones, el retardo de la entrega de potencia de los motores de turbina resultó ser un inconveniente insalvable.
El combustible durante mucho tiempo (en la Fórmula 1 hasta 1958) no estuvo regulado de ninguna manera, lo que llevó al uso de mezclas complejas de alcoholes, a veces tan corrosivas que se requería un drenaje completo al final de la calificación, o de lo contrario al día siguiente el motor podía quedar irremediablemente dañado. Dichas mezclas fueron prohibidas en todas partes, dando paso a la gasolina "comercial" (se suponía que en las ventas comerciales se podía encontrar gasolina con número de octano 100), aunque se permitía una cierta cantidad de aditivos (hasta el 1%). En Estados Unidos, la gasolina en la década de 1960 dio paso al metanol (menos explosivo), que en la década de 2000 fue reemplazado a su vez por el etanol, como parte de la lucha por el respeto al medio ambiente y por la seguridad (el metanol arde con una llama casi incolora y, por lo tanto, se puede iniciar la extinción del fuego con retraso al no percibirse a tiempo su presencia).
Las fuentes de energía alternativas estaban en la agenda a finales de los años 1990, cuando el equipo McLaren de F1 comenzó a desarrollar el sistema de freno regenerativo. Sin embargo, la FIA lo prohibió rápidamente, pero diez años después, debido a las mejoras de esta tecnología y a los precios de la gasolina, tales sistemas se permitieron nuevamente, aunque su uso, por su elevado coste, se limita únicamente a las competiciones del más alto nivel, como la F1.
En 2012, se creó el campeonato de coches eléctricos de ruedas totalmente descubiertas, la Fórmula E, con su primera temporada de carreras en 2014. A pesar del uso de las tecnologías más modernas, las características energéticas de los nuevos monoplazas siguen siendo muy inferiores a las de un Fórmula 1, estando al nivel de las "fórmulas" de iniciación.

### Aerodinámica

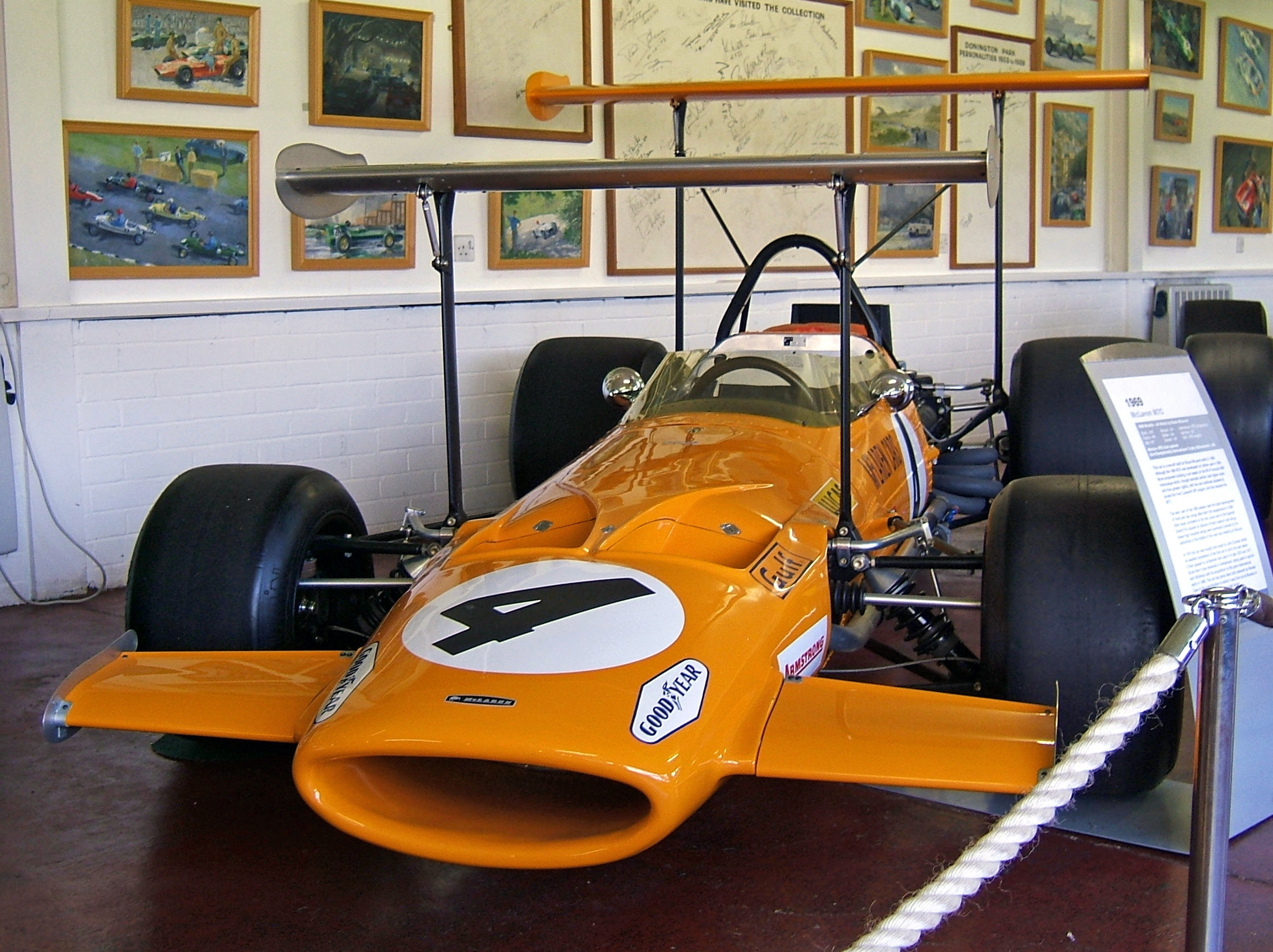
McLaren M7C de 1969, con dos elevados alerones, uno sobre cada eje

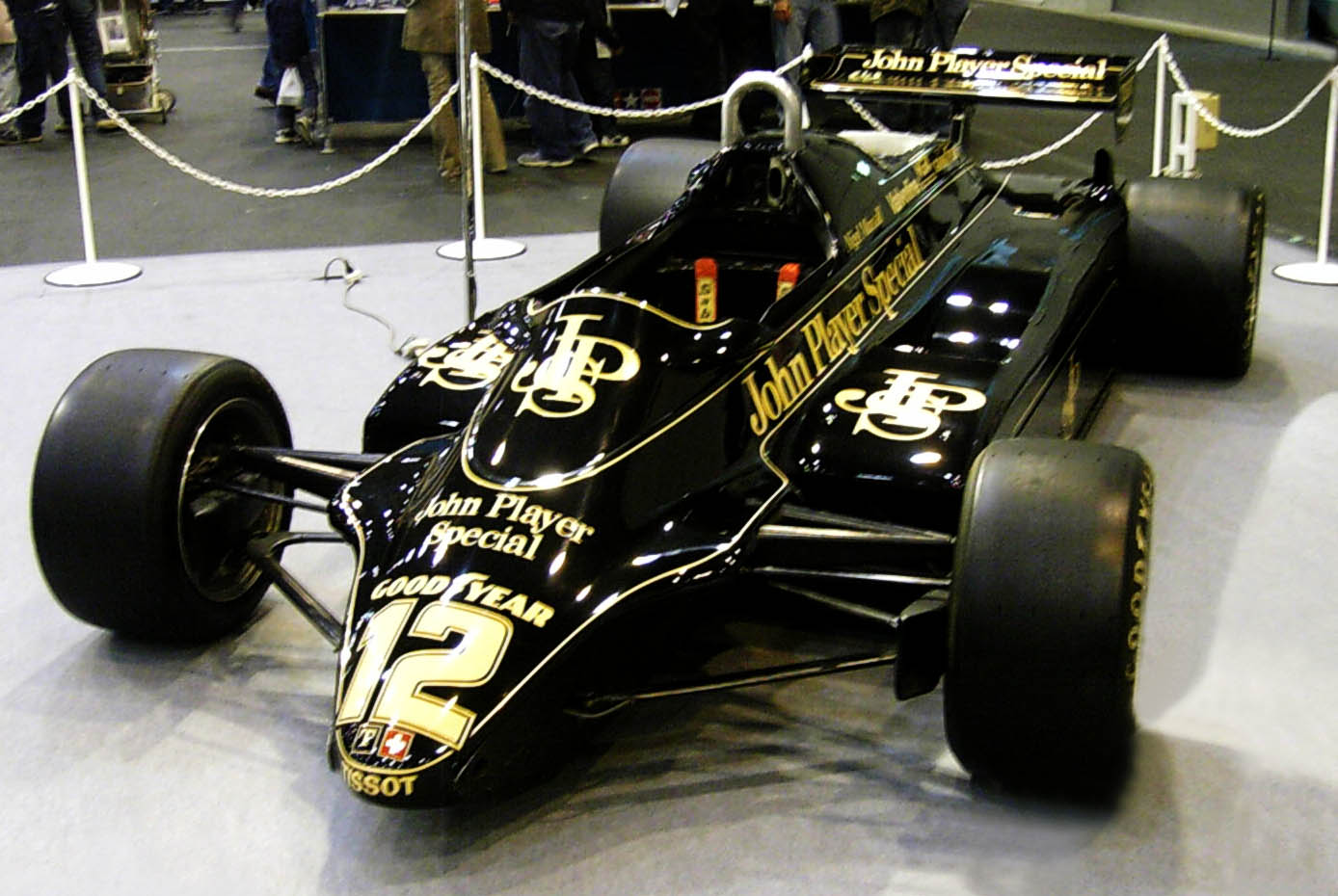
El efecto suelo hizo posible prescindir del alerón delantero (Lotus 91, 1982)

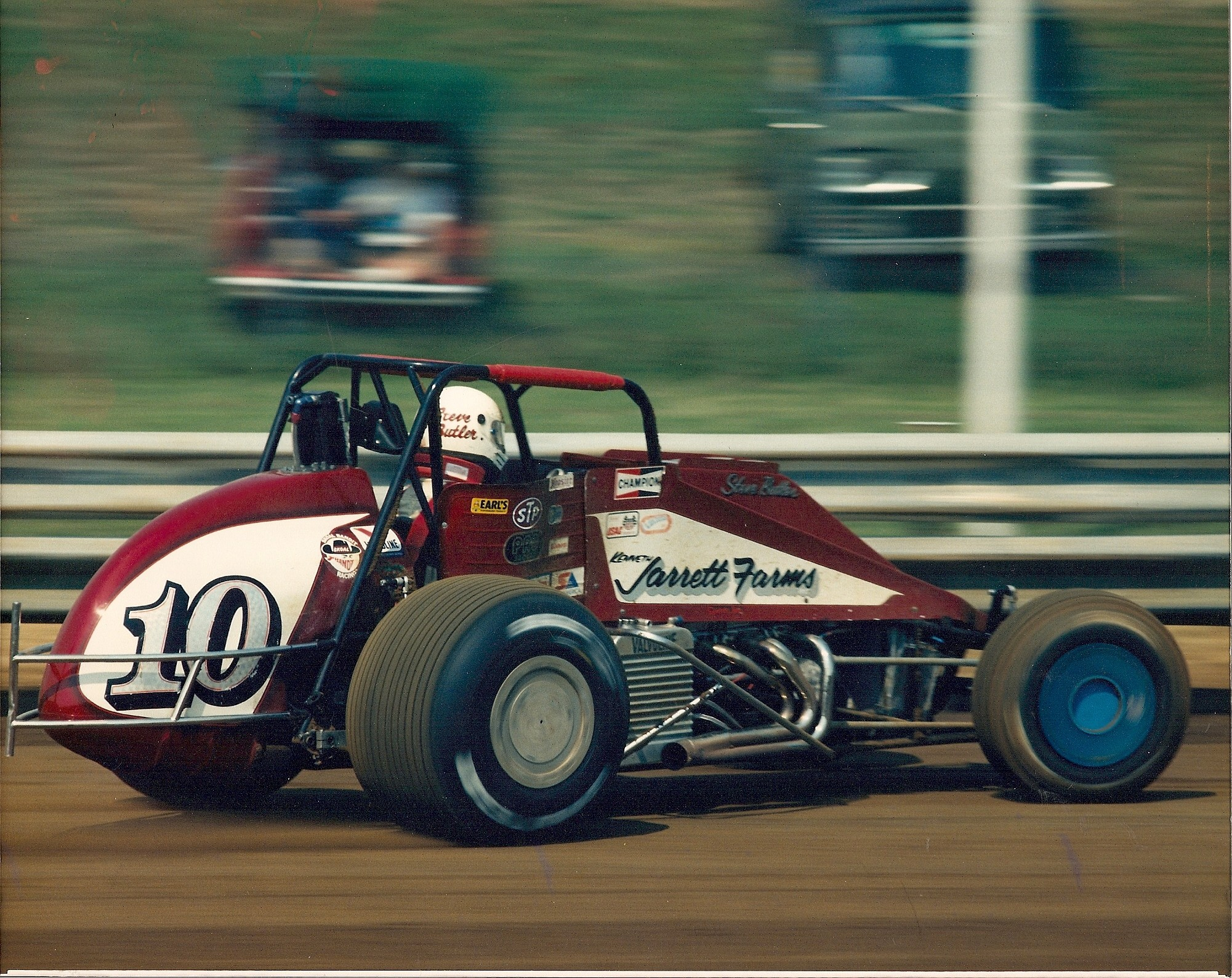
Los monoplazas para pistas de tierra ovales confían en el agarre de sus neumáticos anchos

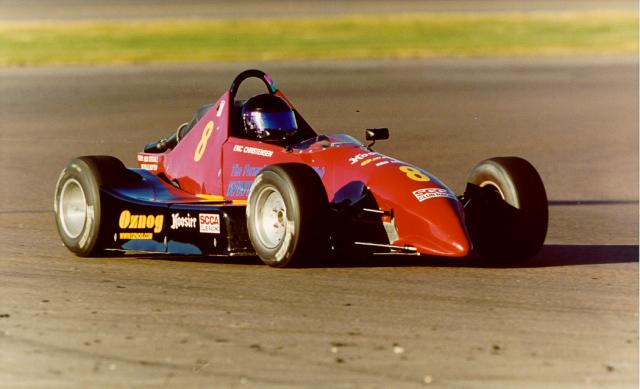
Los monoplazas de baja potencia pueden prescindir de alerones (Fórmula 500)

A principios del siglo XX, las cuestiones aerodinámicas no preocupaban demasiado a los principales fabricantes de automóviles, cuyos modelos todavía no desarrollaban grandes velocidades. Sin embargo, los coches de carreras de esos años ya alcanzaban velocidades elevadas, en las que el efecto del flujo de aire alrededor del vehículo ya era notable. A pesar de ello, los diseñadores tenían todavía una idea bastante vaga de la aerodinámica, y se adoptaban perfiles con forma de cigarro que luego se combinaban con habitáculos completamente abiertos, reduciendo prácticamente a nada el efecto logrado debido a la racionalización de la forma de la carrocería.
La Primera Guerra Mundial provocó el auge de la investigación aerodinámica, y con la reanudación de las carreras de Gran Premio en la década de 1920, algunos ingenieros (como Ferdinand Porsche) optaron por carrocerías aerodinámicas en forma de lágrima y con ruedas cubiertas. Mientras tanto, la mayoría de los coches de carreras de este período todavía tenían las ruedas descubiertas. Sus creadores partieron de una premisa falsa: creían que la reducción de la resistencia del aire al minimizar el área frontal de un automóvil con ruedas descubiertas, podía ser más significativa que la ventaja de una carrocería aerodinámica totalmente carenada. Pero los estudios realizados mostraron la imagen opuesta: a principios de los años cincuenta, quedó claro que la perfección aerodinámica de la forma de la carrocería es mucho más importante que el tamaño de su área frontal. Después de esto, los automóviles con ruedas descubiertas finalmente se segregaron en una clase separada, y las carrocerías que cubren completamente el chasis se suministran principalmente a coches de carreras de récord, diseñados no para competir entre sí, sino para lograr las mejores características de velocidad en términos absolutos.
Desde mediados de la década de 1950 hasta la década de 1960, los requisitos aerodinámicos se tuvieron cada vez más en cuenta al crear coches de carreras. Los diseñadores estaban tratando de lograr no solo una disminución en la resistencia, como antes, sino también un aumento de la carga aerodinámica, para evitar que los coches cada vez más ligeros no pudieran transmitir al asfalto toda la potencia de sus motores. Los monoplazas comenzaron a emplear dispositivos aerodinámicos cada vez más aparatosos, siendo frecuentes alerones elevados delanteros y traseros para transmitir la presión generada contra ellos por el flujo del aire en movimiento a las ruedas, y desde estas contra la carretera. Al principio, en 1968-1969, las alas se unían directamente a la suspensión mediante puntales altos, pero la falta de fiabilidad de tales estructuras (las vibraciones se transmitían directamente desde la suspensión a los alerones) provocó varios accidentes graves, después de lo cual se limitaron en tamaño, diseño y método de fijación a la carrocería.
En 1977, el equipo Lotus introdujo una nueva solución: el efecto suelo, que consiste en restringir el acceso del aire por debajo del vehículo mediante una forma especial del fondo de la carrocería y de faldones elásticos protectores en los lados. Esta solución llegó a Norteamérica al año siguiente, desarrollada por Chaparral Cars. Al comienzo de los años 1980, los coches de F1 estaban prescindiendo de los alerones delanteros, dado que la carga aerodinámica era tan alta que dañaba los neumáticos y la fuerza g lateral era tan intensa que agotaba a los pilotos hasta el punto de hacerles perder el conocimiento. El escaso conocimiento del efecto suelo llevó a un comportamiento inestable de los vehículos, que oscilaban en el plano longitudinal. Para combatir este fenómeno, se utilizaron configuraciones de suspensión más rígidas, lo que a su vez provocó una conducción muy incómoda. Como resultado, en 1982, el efecto suelo en la Fórmula 1 se prohibió por razones de seguridad, y pasó a requerirse una configuración estrictamente rígida de las carrocerías (sin elementos flexibles), dado que era imposible garantizar el control de un automóvil de efecto suelo cuando rebotaba en obstáculos y en pistas irregulares con suspensiones tan duras. En esos momentos, se producía una irrupción brusca de aire debajo del fondo, con la desaparición total de la carga aerodinámica, la separación del coche de la pista y su movimiento incontrolado en línea recta hacia las vallas. En las Championship Auto Racing Teams, el efecto suelo se prolongó más, debido a las peculiaridades de las pistas ovaladas, que no requieren ataques de bordillos seguidos de un rebote del coche, y con una superficie mucho más lisa. Posteriormente, el efecto suelo en su forma pura quedó prohibido en casi todas las competiciones, y la carga aerodinámica (su principal efecto sobre los monoplazas) es creada por difusores, una media tubería en forma de U ahusada y abierta ubicada en la parte inferior, que acelera el aire que fluye por debajo del fondo carenado (generando un efecto Venturi). Sin embargo, el uso del efecto suelo todavía se considera una solución prometedora, cuyo desarrollo contribuiría a garantizar una mayor estabilidad aerodinámica de los automóviles cuando persiguen a un oponente, siempre que se pudiera evitar que la elevada carga aerodinámica de los monoplazas generase un alto nivel de perturbaciones aerodinámicas, lo que conduce a la imposibilidad de persecuciones y adelantamientos más frecuentes. Desde 2018, los coches de las IndyCar Series han vuelto a hacer un uso extensivo del efecto suelo.
Las ruedas descubiertas son un elemento aerodinámico importante: son anchas y su borde superior se mueve hacia la corriente que se aproxima. Como resultado, producen graves turbulencias de aire, lo que perjudica en gran medida la eficiencia aerodinámica del automóvil (el coeficiente de arrastre alcanza 0,65-0,85) y, por lo tanto, no se pueden comparar con los sport prototipo, que tienen ruedas carenadas (y coeficiente de resistencia 0,3-0,4). Las autoridades reguladoras han evitado varios intentos para cubrir las ruedas (destinados a aislarlas de la corriente de aire que se aproxima).
Los monoplazas de baja potencia, así como los coches utilizados para carreras en óvalos sin pavimentar, pueden no tener elementos aerodinámicos en absoluto: las velocidades que desarrollan no son tan altas, y el agarre lo proporcionan casi en su totalidad los neumáticos, que suelen ser muy anchos.

### Habitáculo

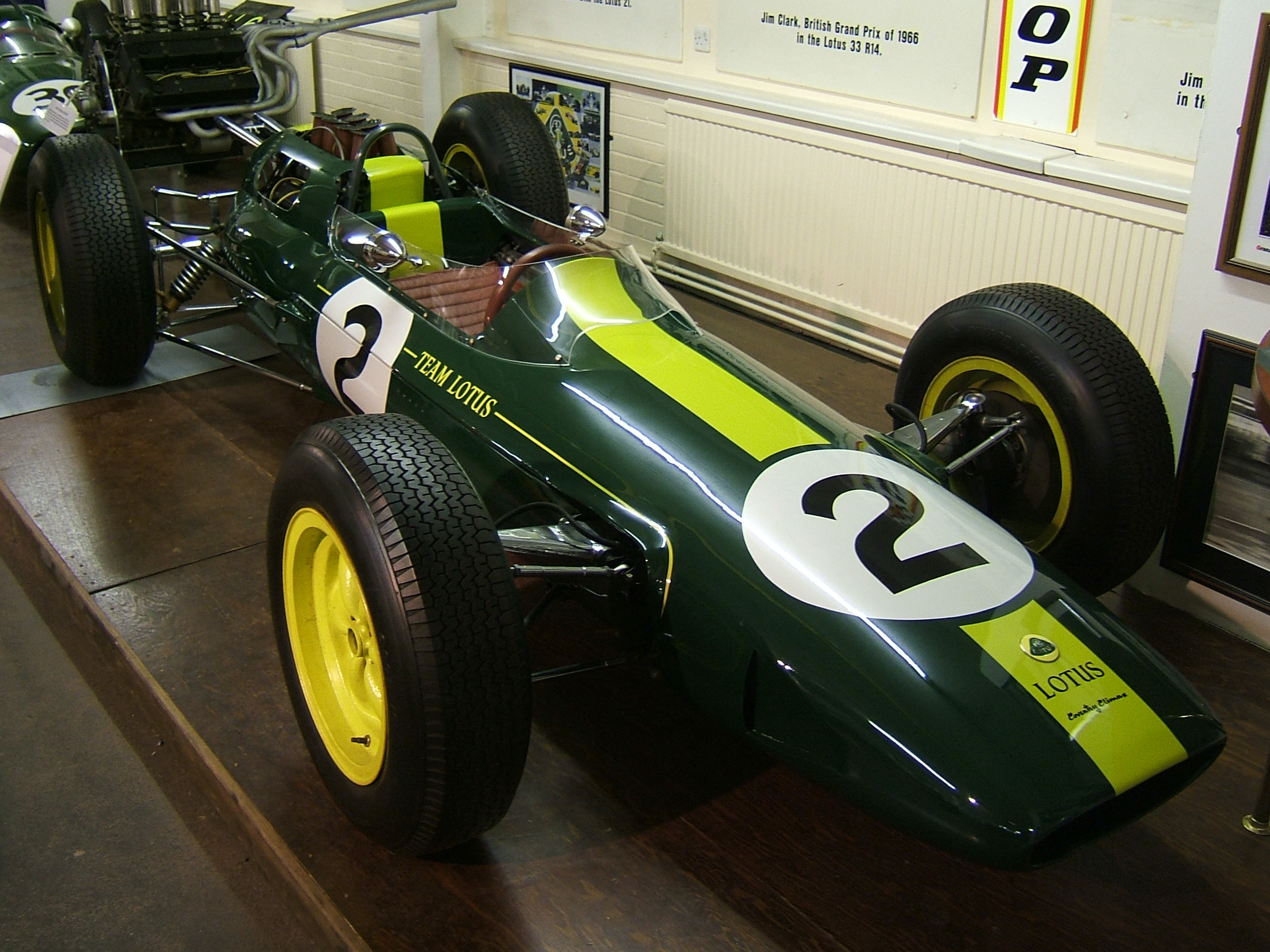
Lotus 25 de 1963, que introdujo el uso del chasis monocasco que luego se generalizaría

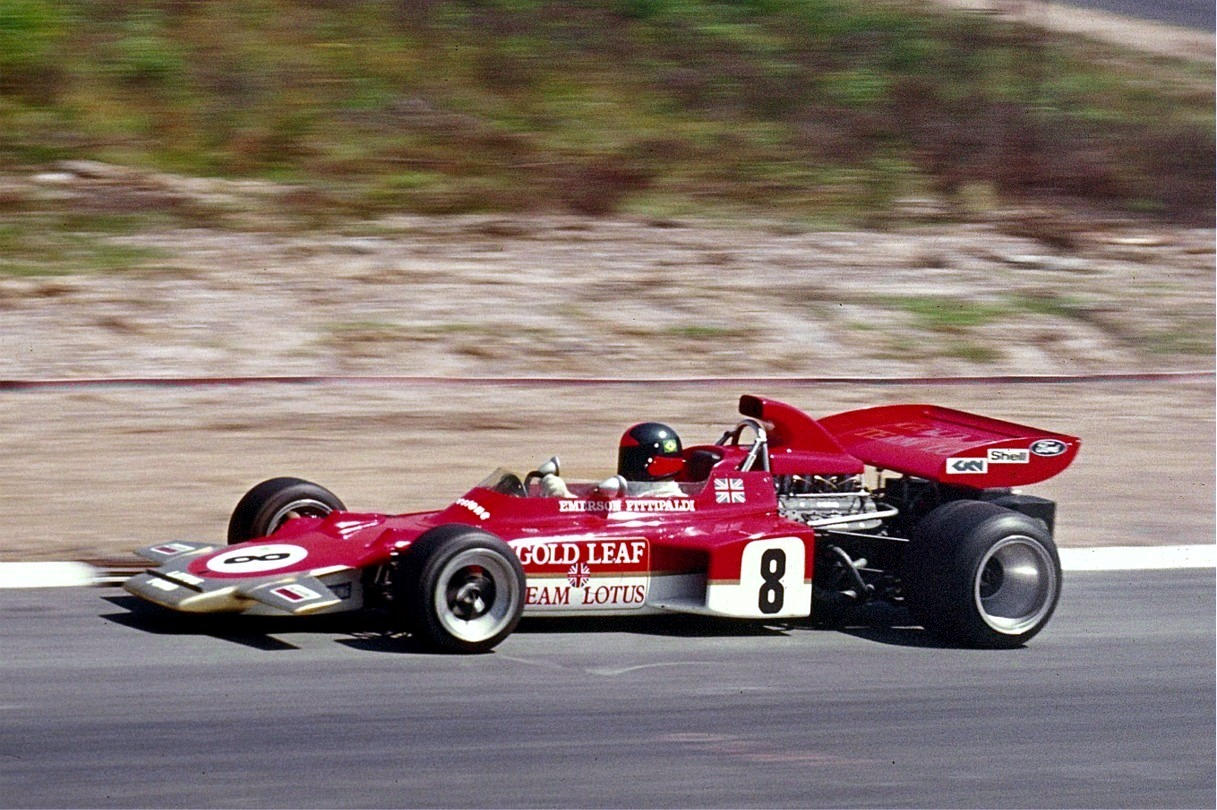
Lotus 72 de 1970, con radiadores en los pontones laterales

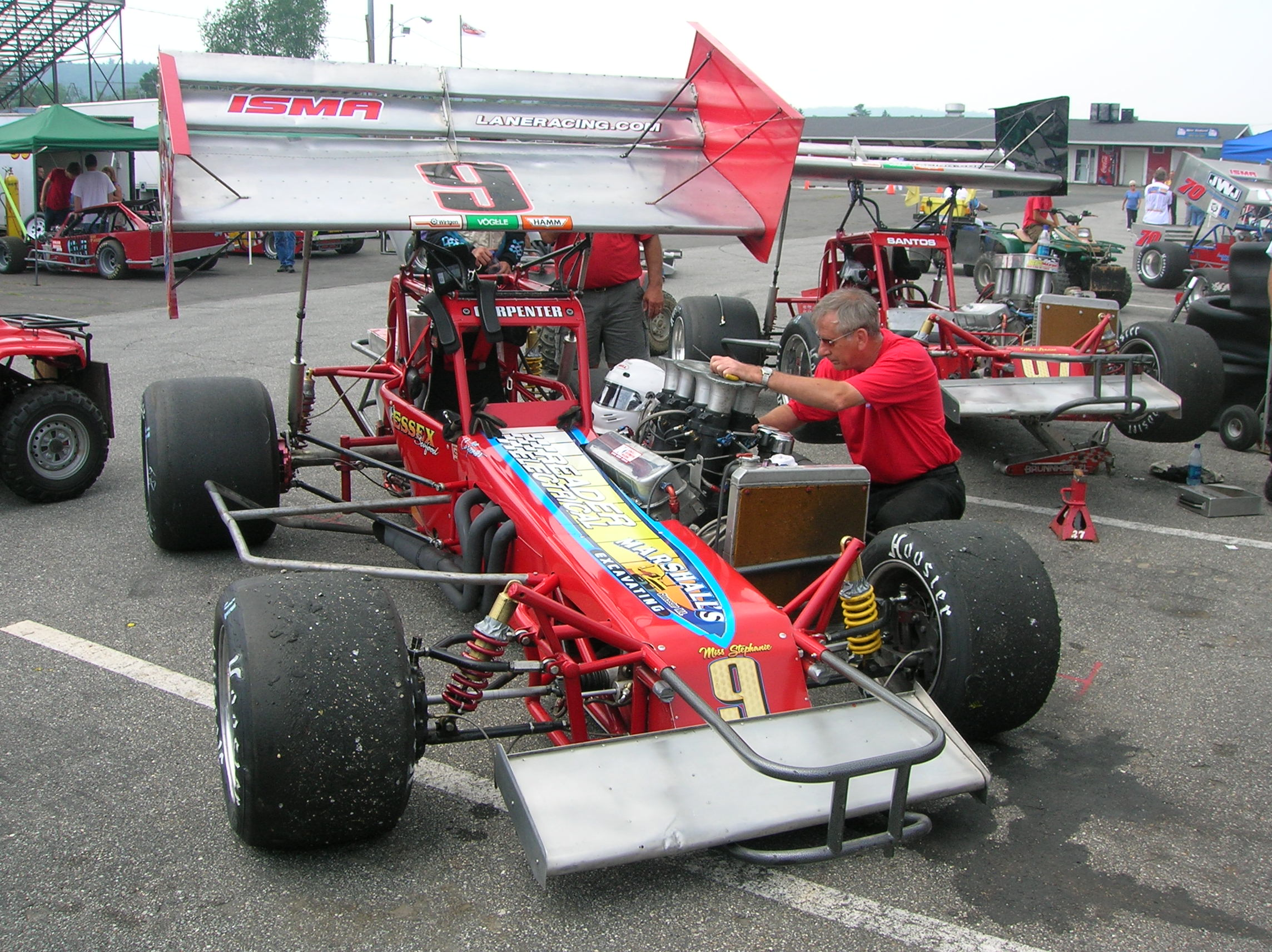
Los roadsters supermodificados estadounidenses son unos de los pocos monoplazas con motor delantero

La carrocería de un monoplaza tiene una sección mínima, prácticamente la imprescindible para alojar al piloto. En 1962, el equipo de F1 Lotus (con su modelo 25) adoptó un nuevo diseño de carrocería utilizando un diseño monocasco, una estructura espacial rígida más resistente a la torsión y al impacto que los chasis tubulares. Al mismo tiempo, los pilotos cambiaron su posición en el coche, y ya no se sentaron más o menos incorporados, sino que pasaron a tomar una posición casi reclinada. Esto no solo redujo el arrastre aerodinámico, sino que también mejoró la tolerancia del piloto (mejor sujeto) a las fuerzas de aceleración. En la primera mitad de los años 1980 en la Fórmula 1, apareció el monocasco de polímero reforzado con fibra de carbono, que luego se extendió ampliamente a todas las demás series. El monocasco tiene una cabina abierta (aunque se han hecho y se siguen haciendo intentos para dotar de un habitáculo cerrado al piloto), y se utilizan bastidores espaciales tubulares mediante los que el conductor queda alojado en una jaula de seguridad especial. Directamente detrás de la cabina se halla un armazón diseñado para absorber impactos cuando el automóvil da vueltas de campana, y a menudo el arco de seguridad está integrado en la toma de admisión superior, ubicada sobre la cabeza del piloto para proporcionar al motor un flujo de aire sin interrupciones, así como una presurización dinámica del motor. La suspensión delantera y los elementos aerodinámicos frontales están unidos a la parte delantera del monocasco. El motor, que forma un bloque con la caja de cambios, está unido a la parte posterior del chasis monocasco, al igual que la suspensión y los elementos aerodinámicos traseros. Sin embargo, el propulsor no siempre está incluido en la estructura de la carrocería, y también existen diseños con el motor sobre un bastidor al que se adjuntan la suspensión trasera y los elementos aerodinámicos. Desde 1970 Lotus pasó a colocar los radiadores en los pontones laterales, lo que permitió darle al morro del automóvil la forma más eficiente en términos de aerodinámica. En el caso de usarse el efecto suelo, las tomas de aire del motor también se ubican allí, lo que permite que el alerón trasero funcione con un flujo de aire con menos turbulencias. Los coches con motor delantero, utilizados en los campeonatos estadounidenses, tienen un diseño asimétrico, propiciado por las peculiaridades de las carreras en pistas ovaladas, con giros solo a la izquierda. En particular, algunos o la mayor parte de los elementos del coche se desplazan hacia el lado izquierdo para compensar cargas asimétricas sobre los neumáticos.

### Transmisión

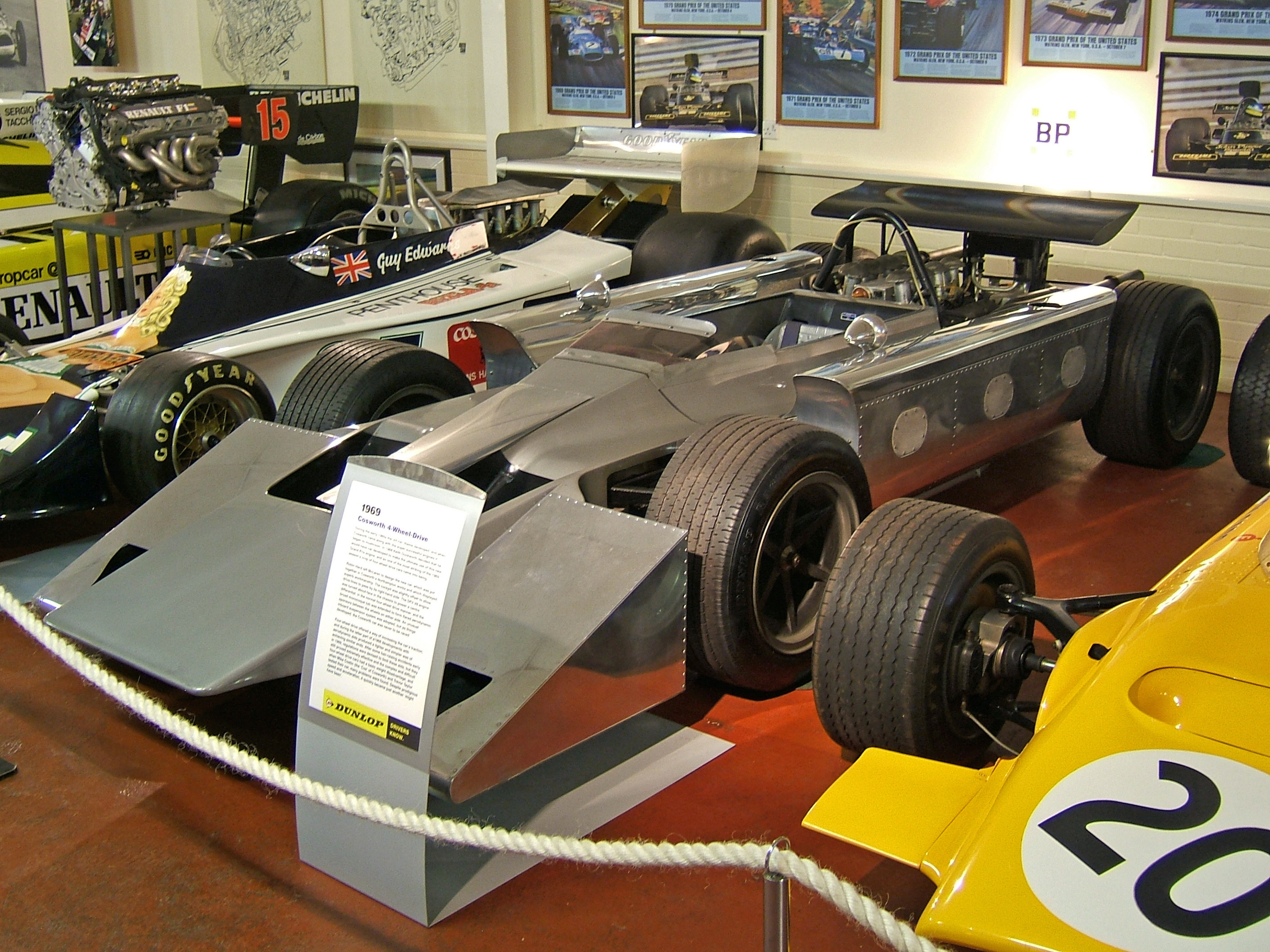
Cosworth F1 de tracción total (1969)

La tracción, independientemente de la ubicación del motor, se situaba con mayor frecuencia en la parte trasera, aunque en la serie Indikar hubo intentos de usar tracción delantera (para bajar el centro de masas). La tracción a las cuatro ruedas se usó tanto en la Indicar como en la Fórmula 1. El cambio de marchas es siempre manual, aunque recientemente se generalizó el uso de la transmisión secuencial semiautomática, desarrollada para la Fórmula 1 en 1989, que incorpora botones y levas de cambio en el volante.

## Diseño
Un monoplaza abierto típico tiene una cabina mínima, suficiente solo para alojar el cuerpo del conductor, con la cabeza expuesta al aire. En el NASCAR Whelen Modified Tour y otras competiciones adaptadas a pistas cortas, la cabeza del conductor queda contenida dentro el automóvil. En los automóviles modernos, el motor a menudo se ubica directamente detrás del conductor y acciona las ruedas traseras; excepto en la NASCAR Whelen Modified Tour, donde el motor está delante del conductor. Dependiendo de las reglas de cada clase, muchos tipos de vehículos de ruedas descubiertas tienen alerones en la parte delantera y trasera del vehículo, así como un suelo de la carrocería muy bajo y prácticamente plano que ayuda a lograr una fuerza aerodinámica adicional que empuja el automóvil hacia la carretera.
Algunas carreras importantes, como el Gran Premio de Singapur, el Gran Premio de Mónaco (autorizado para Fórmula 1) y el Gran Premio de Long Beach (autorizado para INDYCAR LLC), se llevan a cabo en circuitos urbanos temporales. Sin embargo, la mayoría de las carreras de monoplazas se realizan en autódromos, como Watkins Glen International en los EE. UU., Nürburgring en Alemania, el Circuito de Spa-Francorchamps en Bélgica o Silverstone en Gran Bretaña. En los Estados Unidos, algunas pruebas de monoplazas de alto nivel se llevan a cabo en circuitos ovales, tanto de pista corta como de supervelocidad, con un énfasis más en la velocidad y la resistencia que en la maniobrabilidad requerida en las pruebas donde se debe circular por carreteras o calles. El NASCAR Whelen Modified Tour es la única serie de monoplazas que se disputa en la mayoría de las pistas más famosas de la NASCAR en los Estados Unidos. También se disputan otras carreras sobre pistas cortas en los Estados Unidos y Canadá, como el Wyoming County International Speedway en Nueva York. La carrera sobre un circuito ovalado más concurrida del mundo es la prueba de las 500 Millas de Indianápolis (Indy 500), celebrada anualmente en Speedway (Indiana), organizada por IndyCar. En los Estados Unidos, es bastante común referirse a los monoplazas de ruedas descubiertas como los IndyCar o Champ Car, debido a su apariencia reconocible y a la amplia popularidad en todo el país de la Indy 500.
En comparación con los coches de carreras con ruedas cubiertas, los monoplazas permiten una colocación más precisa de las ruedas delanteras sobre la pista, ya que los neumáticos son claramente visibles para el conductor. Esto permite aprovechar al máximo el potencial de los coches durante las maniobras de giro y adelantamiento. Sin embargo, soportan muy mal el contacto entre vehículos, situación que generalmente provoca daños irreparables, a diferencia de las carreras con vehículos de ruedas cubiertas (por ejemplo, carreras de turismos o NASCAR), donde es habitual cierto nivel de contacto entre los vehículos. Los pilotos de monoplazas deben ser extremadamente precisos para evitar el contacto entre vehículos, una de las razones por las que se les considera en la cima del automovilismo.

## Conducción

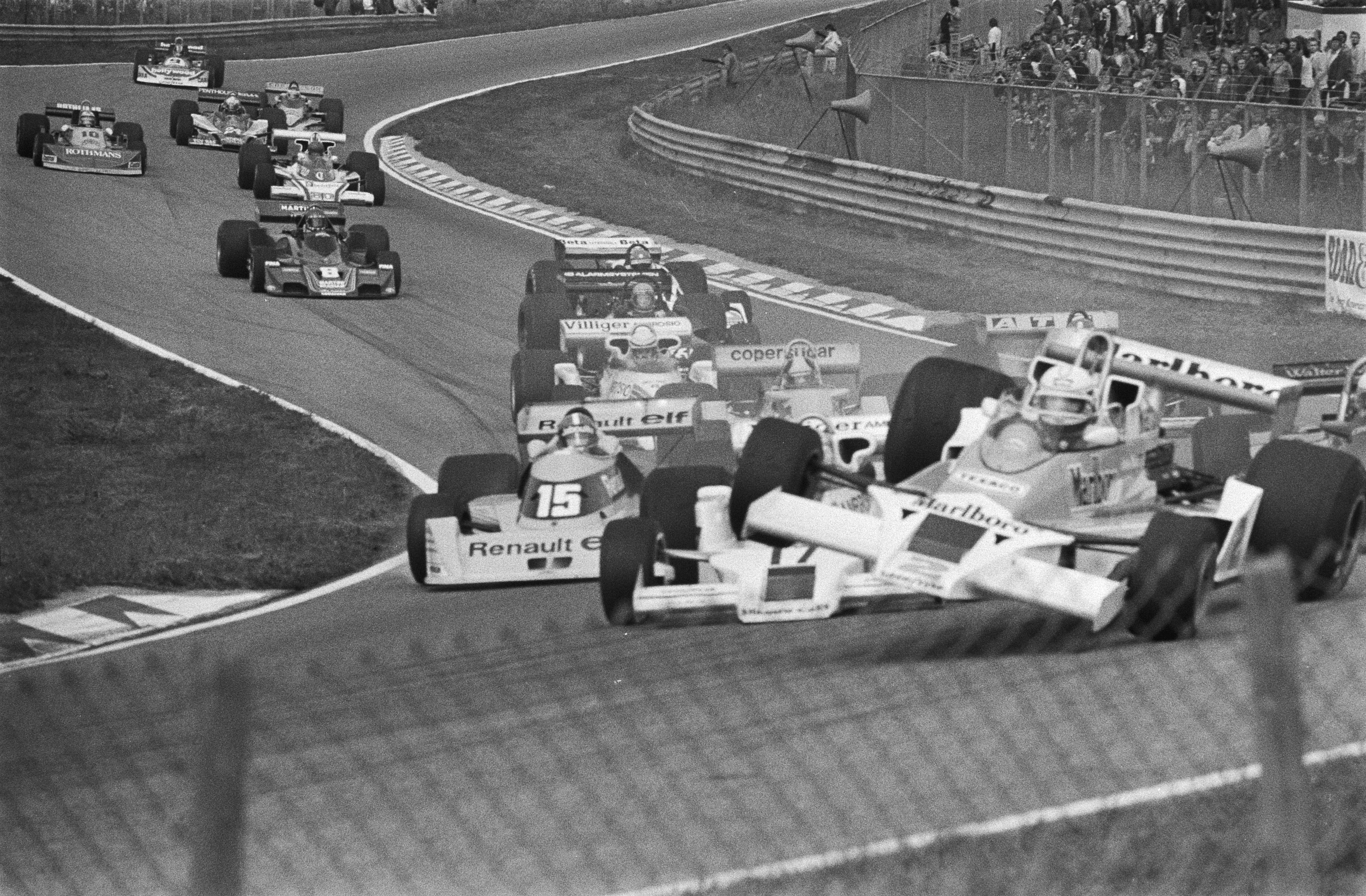
Monoplazas por los aires al entrar en contacto sus ruedas (Gran Premio de los Países Bajos de 1977)

Las carreras de monoplazas se encuentran entre las más rápidas del mundo. Los coches de Fórmula 1 pueden alcanzar velocidades superiores a 360 kilómetros por hora (223,7 mph). En Monza, Antônio Pizzonia del equipo BMW Williams F1 registró una velocidad máxima de 369,9 kilómetros por hora (229,8 mph) (más de 102 m/s) en el Gran Premio de Italia de 2004. Desde el final de la época de los motores V10 en 2006, no se han alcanzado velocidades como esta, y los automóviles alcanzan alrededor de 360 kilómetros por hora (223,7 mph). Es difícil dar cifras precisas para las velocidades máximas absolutas de los coches de Fórmula 1, ya que no tienen velocímetros como tales y los datos generalmente no son publicados por los equipos. Las 'trampas de velocidad' en circuitos rápidos como Monza dan una buena indicación, pero no están necesariamente ubicadas en el punto de la pista donde el automóvil circula más rápido. El equipo British American Racing registró una velocidad máxima promedio de 400 kilómetros por hora (248,5 mph) en 2006 en el Salar de Bonneville, con una velocidad máxima no oficial de 413 kilómetros por hora (256,6 mph) usando un Fórmula 1 BAR 007 modificado. Las velocidades en óvalos pueden mantenerse sostenidas en 210-220 millas por hora (338-354,1 km/h), y en Indianápolis pueden rebasarse las 230 millas por hora (370,1 km/h). En el año 2000, Gil de Ferran estableció el récord de calificación de una vuelta, con un promedio de 241,428 millas por hora (388,5 km/h) en el California Speedway. Incluso en circuitos urbanos estrechos no ovalados como el Gran Premio de Toronto, los monoplazas INDYCAR LLC alcanzan velocidades de 190 millas por hora (305,8 km/h).
Conducir un monoplaza de ruedas descubiertas es sustancialmente diferente a conducir un automóvil con las ruedas protegidas por la carrocería. Prácticamente todos los pilotos de Fórmula 1 e IndyCar pasan algún tiempo en varias categorías de monoplazas antes de incorporarse a cualquiera de las competiciones principales. Los monoplazas, debido a su peso ligero, capacidades aerodinámicas y potentes motores, a menudo se consideran los vehículos de carreras más rápidos disponibles y entre los más difíciles de dominar. El contacto rueda a rueda es peligroso, particularmente cuando el borde delantero de un neumático hace contacto con la parte trasera de otro neumático. Dado que las bandas de rodadura se mueven en direcciones opuestas en el punto de contacto (una hacia arriba y otra hacia abajo), ambas ruedas se frenan rápidamente, presionando el chasis de ambos automóviles y, a menudo, uno o los dos vehículos son lanzados repentina y poderosamente hacia arriba (el automóvil trasero tiende a inclinarse hacia adelante y el automóvil delantero tiende a inclinarse hacia atrás). Un buen ejemplo es el accidente sufrido por Ryan Briscoe y Alex Barron en Chicagoland 2005.

## Ventajas
El menor peso de los monoplazas permite obtener un mejor rendimiento. Si bien la exposición de las ruedas a la corriente de aire provoca un arrastre aerodinámico muy alto a velocidades elevadas, permite un mejor enfriamiento de los frenos, algo muy importante en circuitos con frecuentes cambios de ritmo y frenadas extremas.

## Galería

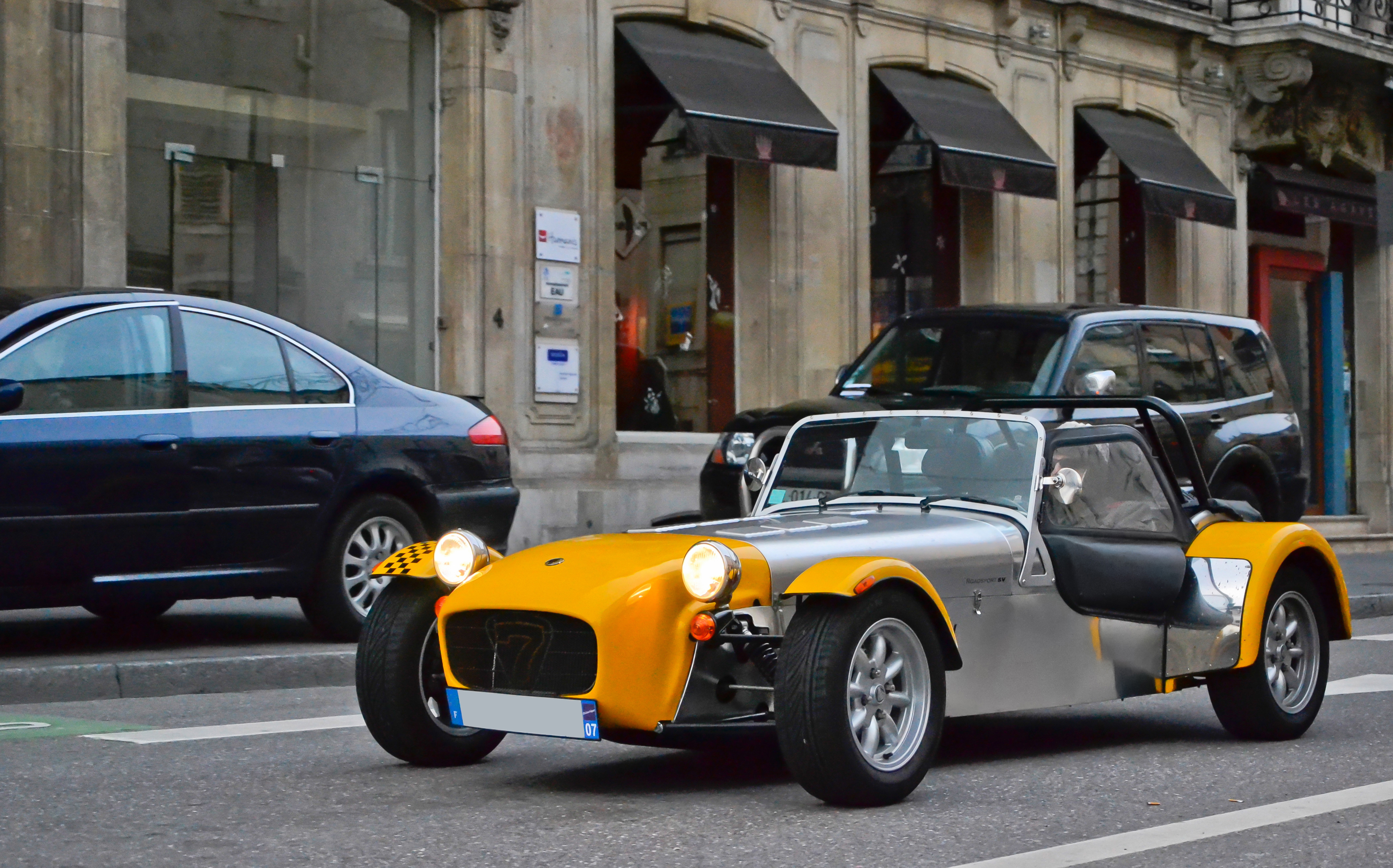
Monoplaza Caterham, derivado del Lotus 7
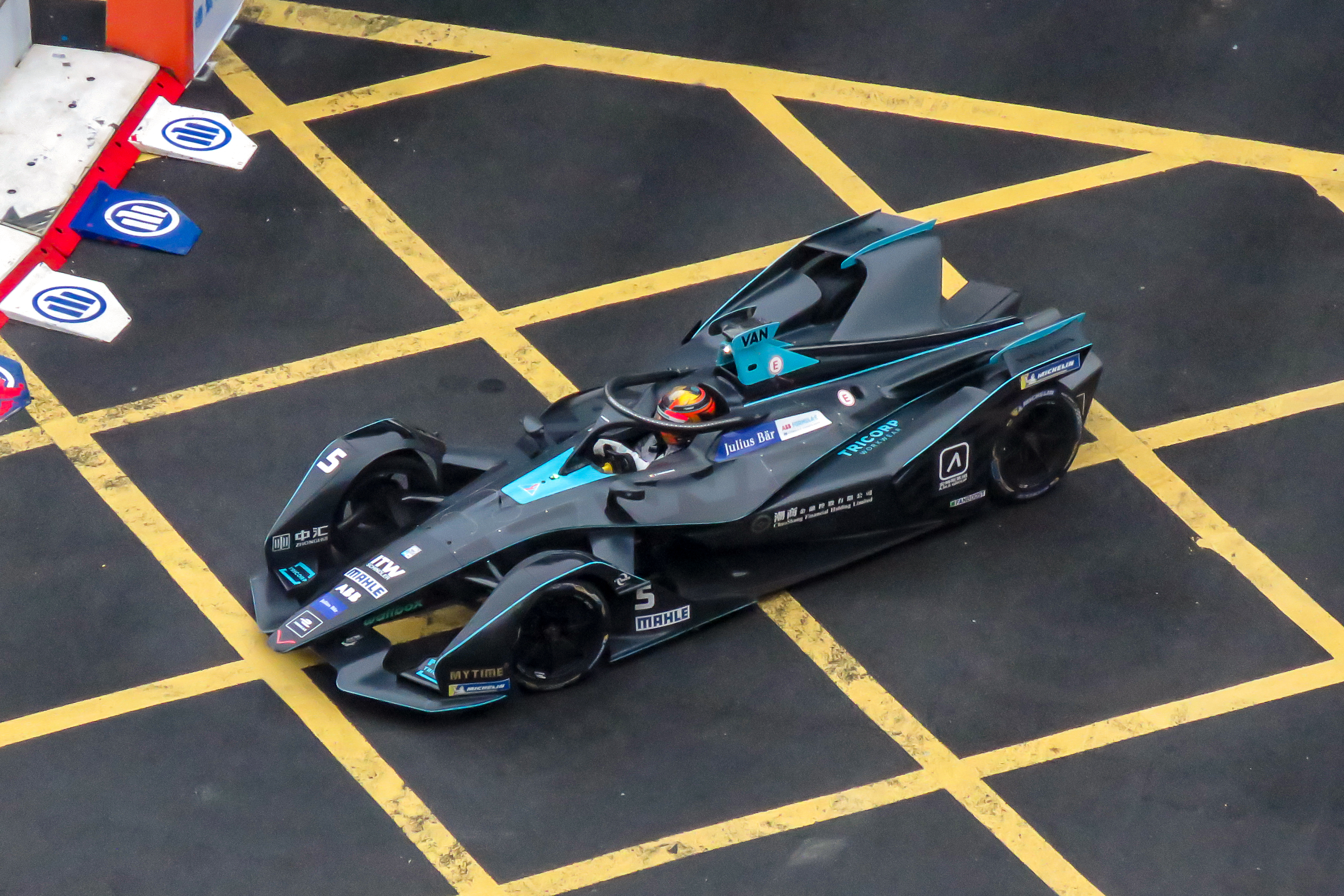
Coche de carreras eléctrico Fórmula E Spark SRT05e
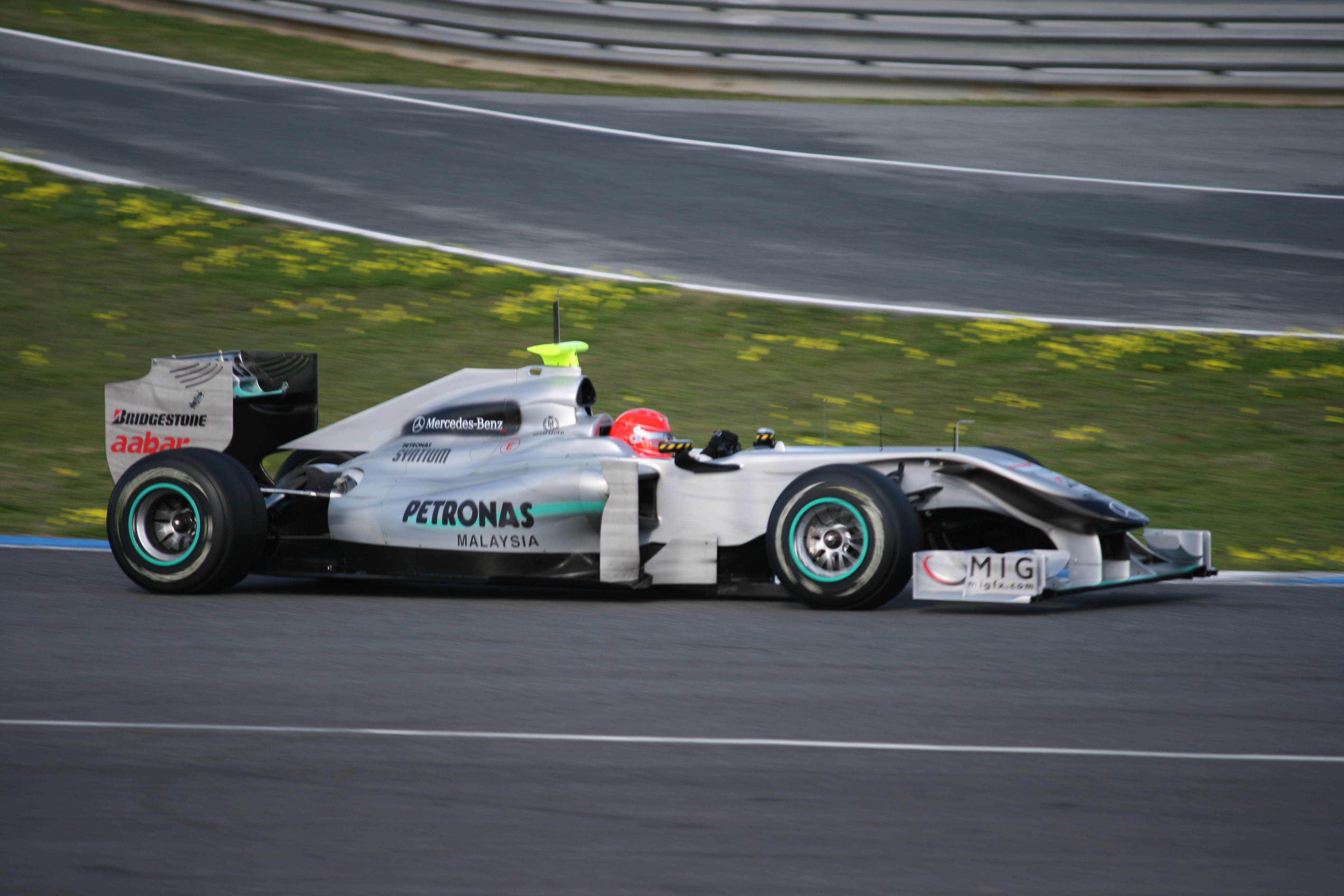
Mercedes-Benz F1 2010
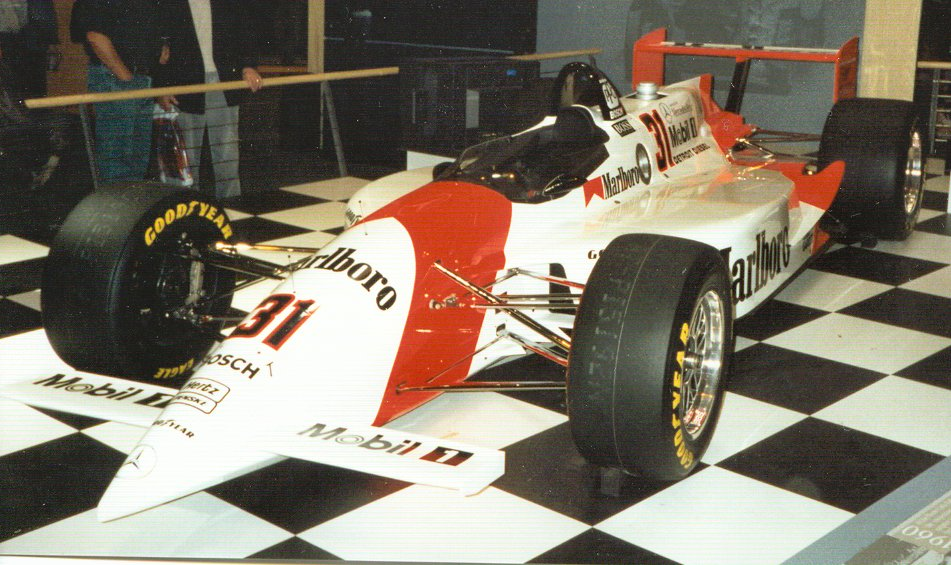
Indy Car Penske de 1994
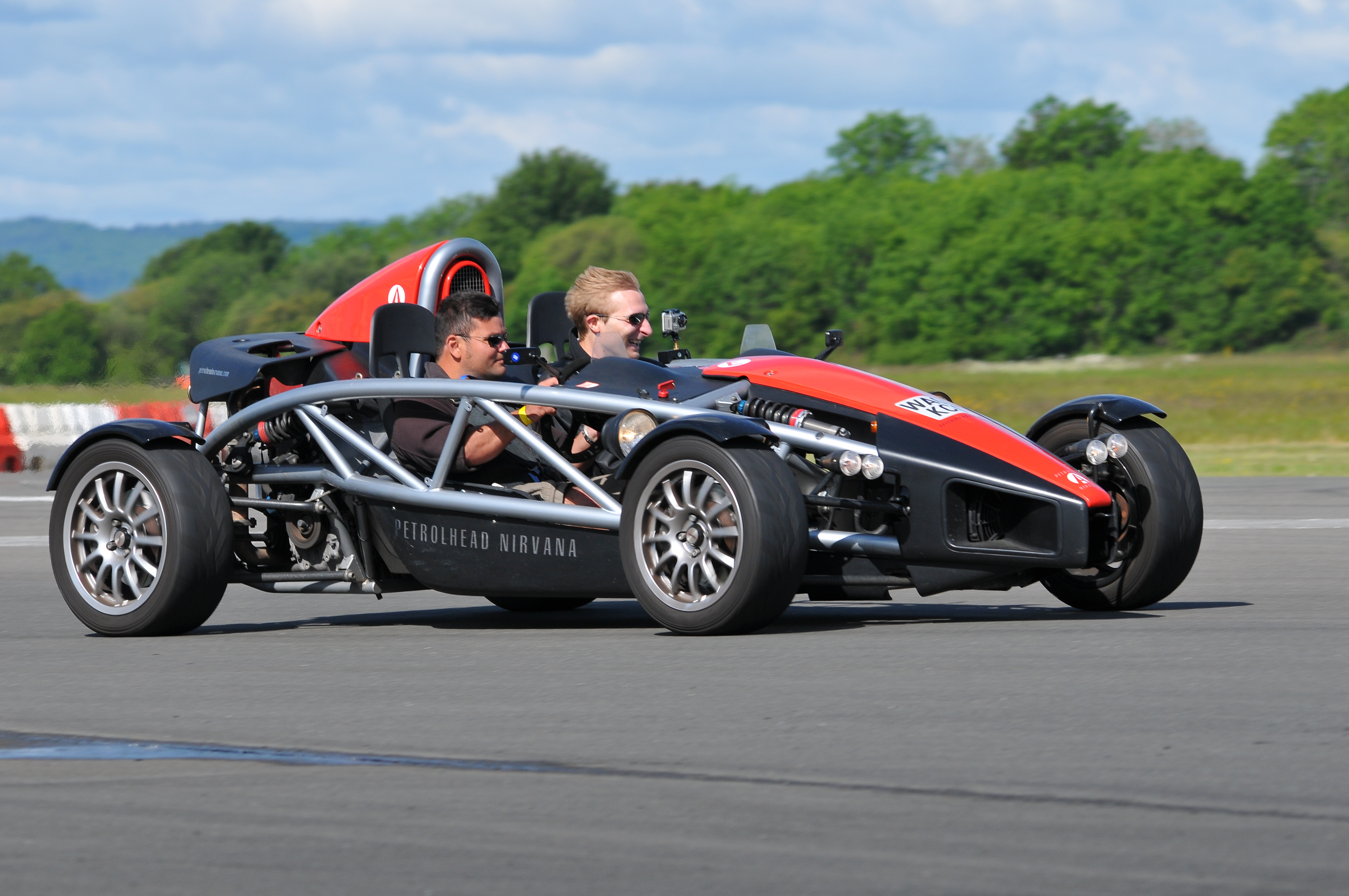
Ariel Atom
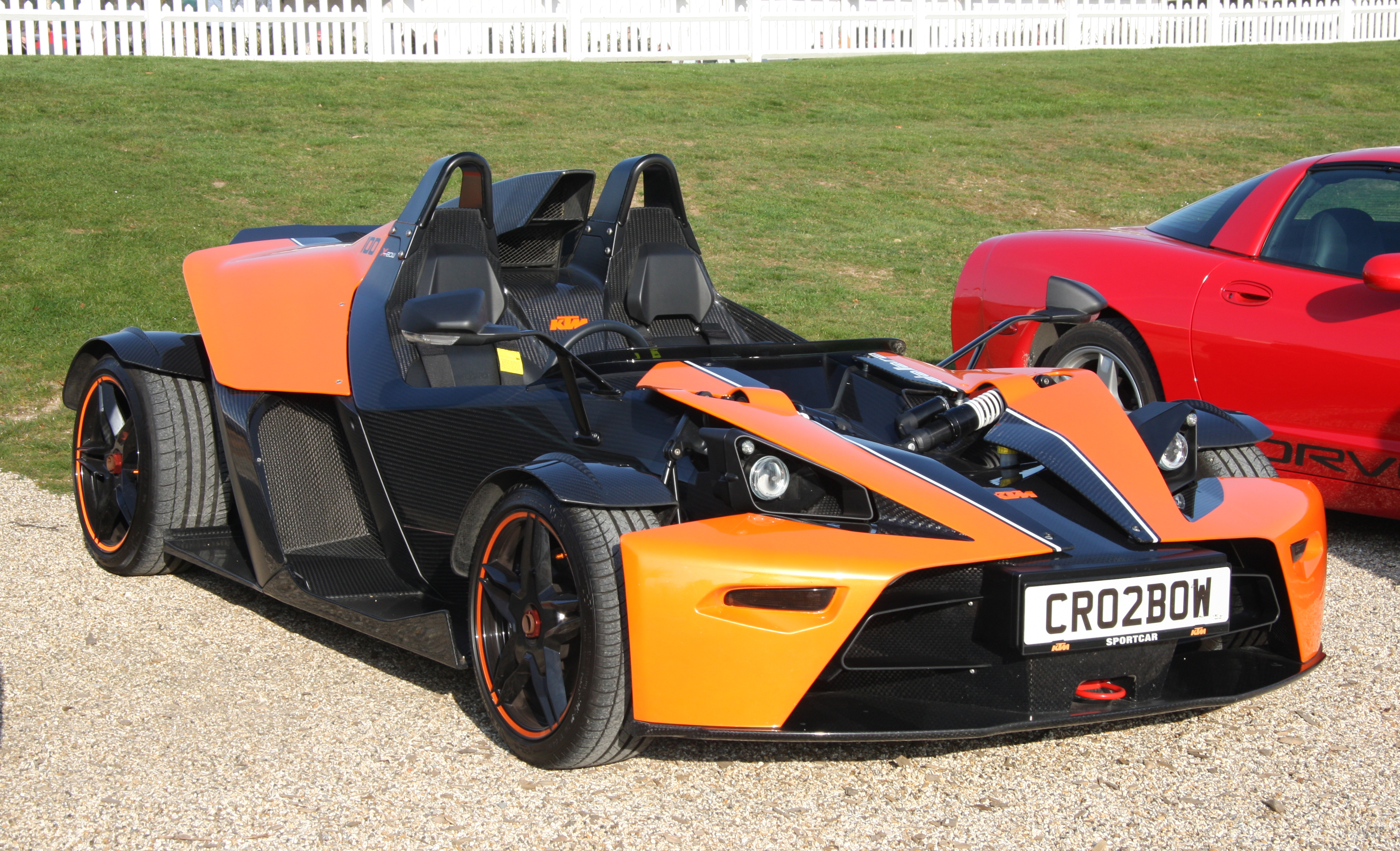
KTM X-Bow, deportivo de ruedas descubiertas legal en carretera
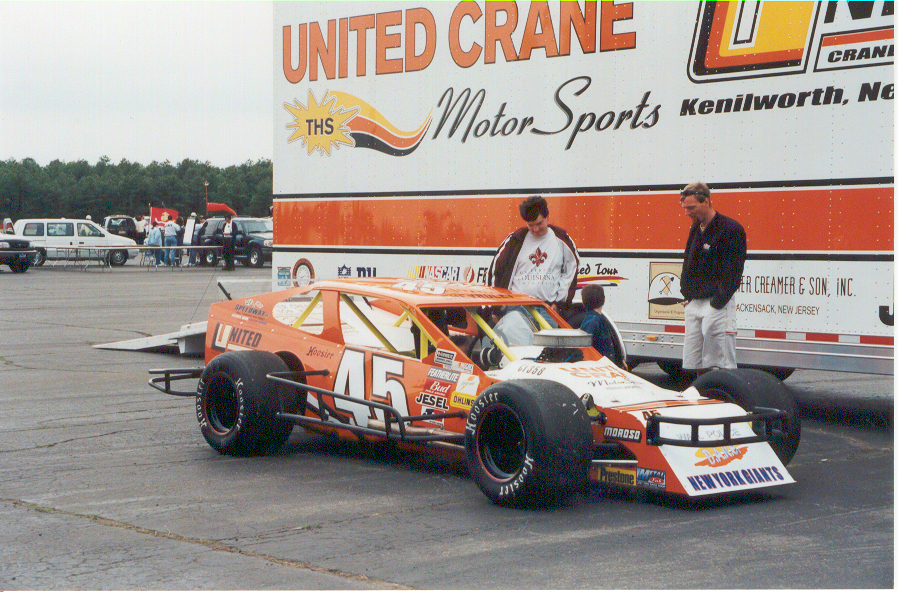
Coche de carreras de pista corta con asfalto modificado
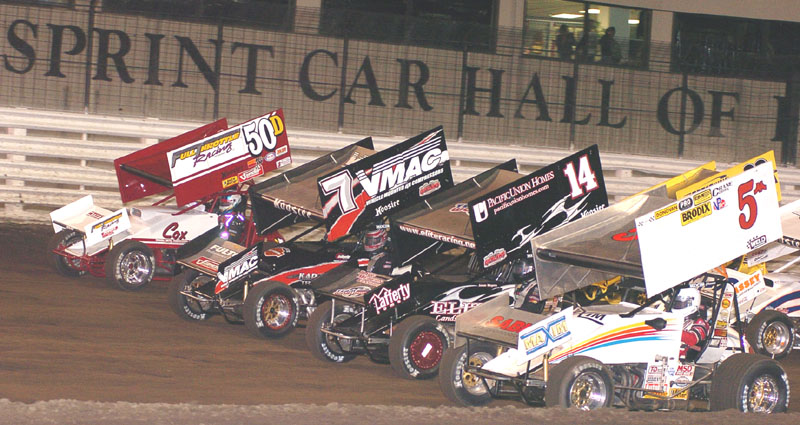
Sprint cars
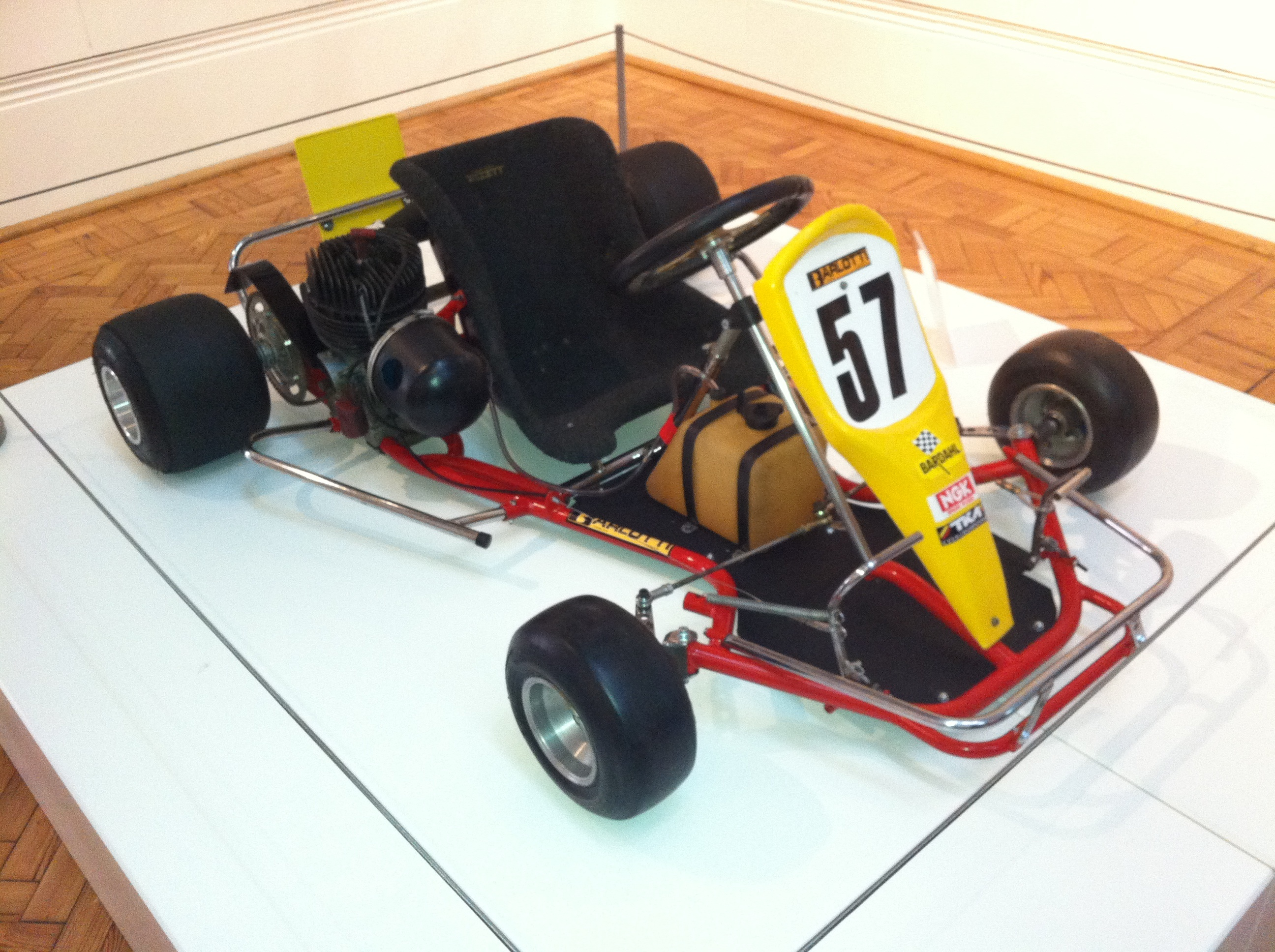
Kart Barlotti, monoplaza de iniciación
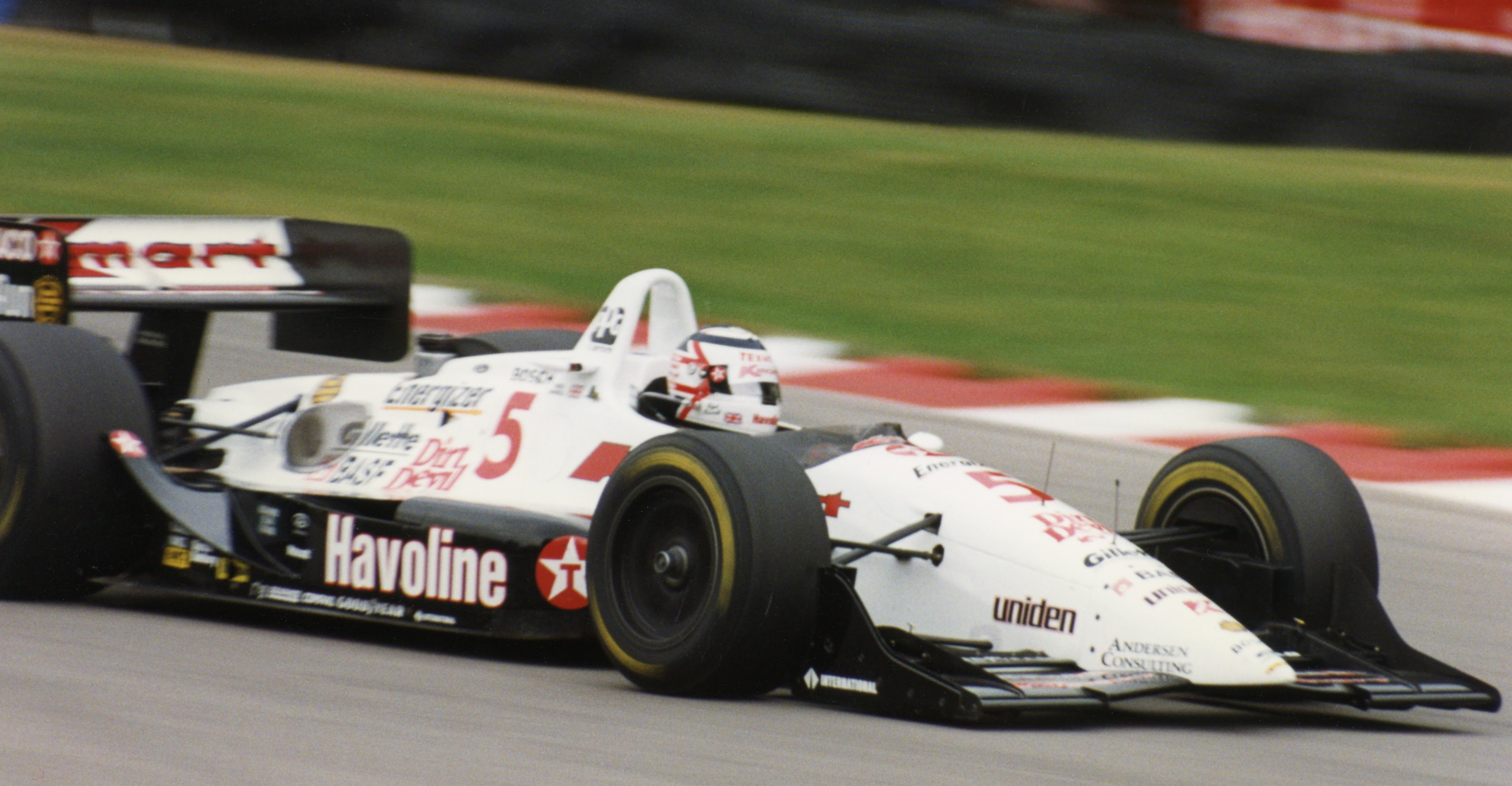
Nigel Mansell en un CART (Mid-Ohio Sports Car Course, 1993)

## Seguridad
En 2018, varias series de monoplazas como Fórmula 1, Fórmula 2 (con su nuevo chasis Dallara F2 2018) y Fórmula E (con su nuevo chasis Spark SRT05e) introdujeron un sistema de protección en la cabina llamado "halo", un marco en forma de quilla destinado a desviar posibles objetos proyectados hacia la cabeza de un conductor. A pesar de las críticas iniciales, incluso por el motivo de obstruir la visión del conductor, recibió algunos elogios en la carrera de Fórmula 2 de Cataluña en 2018, cuando la parte trasera del coche de Nirei Fukuzumi aterrizó en el halo de su compatriota Tadasuke Makino. En el Gran Premio de Bélgica de Fórmula 1 de 2018, el McLaren del piloto Fernando Alonso salió lanzado por el aire después de ser golpeado por detrás por el Renault de Nico Hülkenberg, y golpeó el halo del conductor de Sauber Charles Leclerc, salvando así al conductor monegasco de un fuerte impacto.
En la temporada 2019, el recién formado Campeonato de Fórmula 3 de la FIA introdujo un halo en su nuevo chasis, que fue presentado en el Gran Premio de Abu Dabi de 2018.
En 2020, la IndyCar Series adoptó un halo combinado con una pantalla de aerosol, construido por Red Bull Advanced Technologies. Al comienzo del Gran Premio de Baréin, Romain Grosjean chocó con Daniil Kvyat, cuyo automóvil se partió en dos y estalló en llamas al alcanzar la barrera. El halo ayudó a evitar que Grosjean sufriera heridas en la cabeza mientras le permitía escapar del fuego.